# Jagdgeschwader 1
 (septembre 2024).
 (septembre 2024).
Cet article concerne l'unité militaire de la Seconde Guerre mondiale. Pour l'unité militaire de la Première Guerre mondiale, voir Jagdgeschwader I.
La Jagdgeschwader 1 Oesau (JG 1) (1re escadre de chasse) est une unité de chasseurs de la Luftwaffe pendant la Seconde Guerre mondiale.
Première escadre de chasse par sa numérotation, la JG 1 consacra l'essentiel de sa carrière à la défense du Reich à l'issue de la campagne de France. À partir de 1943, des commandants et vétérans de renom se succéderont à la tête de l'unité, bien que ce ne fusse que pour quelques jours pour certains : Hans Philipp, Hermann Graf, Walter Oesau — qui donna son nom à l'unité —, Heinrich Bär et Herbert Ihlefeld, près de 900 victoires à eux cinq depuis la guerre d'Espagne.

## Opérations
Le JG 1 utilisa des chasseurs Messerschmitt Bf 109 E, F, G, et quelques K, ainsi que des Focke-Wulf Fw 190 A et une poignée de la version D. En 1945, elle est la seule unité dotée du Heinkel He 162 A à réaction,.

### Prélude (1939-1940)

#### Au bord de la frontière

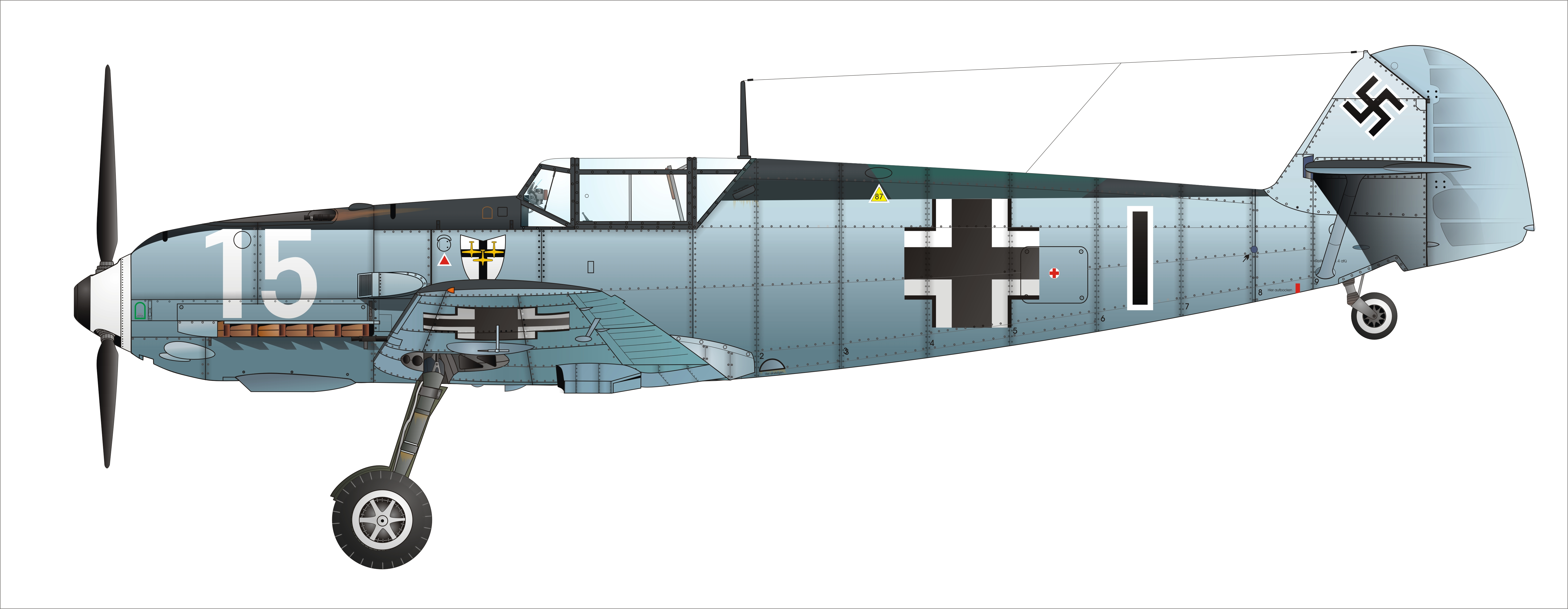
Messerschmitt Bf 109 E utilisé en 1940 par la JG 1 avec l'emblème original de l'unité sur son flanc.

La JG 1 prend racine en avril 1939 avec la création du premier groupe (aussi noté Gruppe en allemand) ou I./JG 1. Celui-ci découle de la renomination du I./JG 130 commandé par le Major Bernhard Woldenga (en). L'unité opérait alors sur Bf 109D arborant un écusson formé d'une croix noire sur fond blanc bardée de trois avions dorés. Affecté à la défense aérienne de la Prusse orientale, le I./JG 1 devint suffisamment grand pour constituer à la mi-juillet 1939, un nouveau Gruppe baptisé I./JG 21. Un mois et demi plus tard, les trois Staffeln (escadrilles) du I./JG 1 stationnaient chacune sur un terrain différent, soit un total de 46 Bf 109E. Deux Staffeln étaient sous les ordres d'anciens pilotes victorieux de la guerre d'Espagne : les Oberleutnant Wilhelm Balthasar et Walter Adolf pour les 1. et  2./JG 1 ; la 3. revenant à l'Oberleutnant Max Dobislav.
Lorsque l'invasion de la Pologne débuta le 1er septembre 1939, les I./JG 1 et 21 réalisèrent plusieurs missions d'escorte en territoire hostile au profit d'appareils d'attaque Ju 87, Hs 126,  Bf 110 ou encore Do 17. La faible présence de la Sily Powietrzne dans le secteur amena l'unité à effectuer elle-même des frappes au sol. La campagne polonaise allant bon train, Göring décida de rapatrier des chasseurs pour renforcer les défenses démunies de l'Allemagne. Moins d'une semaine après le début des hostilités, le I./JG 1 s'établit donc près d'Osnabrück où débuta pour lui la Drôle de guerre. L'attente devint alors le quotidien des pilotes. Entre les rares intrusions aériennes ennemies et temps nécessaire pour gagner en altitude, chaque interception se termineront le plus souvent sans combattre. De septembre à octobre, le groupe descendra néanmoins trois Blenheim.
Parallèlement, les ports et les unités navales de la Kriegsmarine se retrouvaient dans le collimateur de la Royal Air Force. Bien que celle-ci pâtisse de ses premières incursions face à l'ennemi, la faible coordination entre la Flak et la Luftwaffe dans ce secteur incita à la création d'un commandement unique dans la région. Ainsi naquit le Stab (État-major) JG 1 sous les ordres  de l'Oberstleutnant Carl-Alfred Schumacher (en). Ancien artilleur de la Kaiserliche Marine entré dans la Luftwaffe en 1934, l'officier réunit autour de lui plusieurs Gruppen et Staffeln, soit une centaine de Bf 109 et 110,. Les 14 et 18 décembre, les bimoteurs Wellington se cognèrent durement à la JG Schumacher avec des pertes sévères (encore sujettes à débat aujourd'hui), mais concédant aux Allemands un succès certain qui donna lieu à une conférence de presse. L'Oberstleutnant Schumacher abattra lui-même un Wellington le 18, ainsi qu'un autre appareil de ce type neuf jours plus tard. Lassés, les Anglais délaisseront à court terme les ports allemands.

#### Lancée dans le grand bain
Le 1er février 1940, le Hauptmann Joachim Schlichting remplaça Woldenga à la tête du I./JG 1. Schlichting est, à l'instar des Oberleutnant Balthasar et Adolph, un ancien d'Espagne aguerri. En préambule de l'offensive à l'Ouest, le groupe se retrouva sous tutelle du Stab JG 27 de l'Oberstleutnant Max Ibel, conjointement avec les I./JG 27 et I./JG 21, le tout sous commandement du VIII Fliegerkorps du Generalmajor Wolfram von Richthofen. Le 10 mai au matin débuta une première mission d'escorte de Ju 52 largeurs de mannequins parachutistes pour détourner l'attention de l'adversaire du canal Albert, la cible principale. Bien que confronté ce jour-là à la chasse belge, c'est le lendemain, lors de patrouilles en protection des ponts du canal que la seule 1./JG 1 fit la différence en abattant ou endommageant six Gladiator belges venus bombarder les ouvrages. L'après-midi, des appareils français prirent le relais mais subirent des pertes quasi-comparables, mais aucune pour la Staffel du Hauptmann Balthasar qui revendiqua un quadruplé, des doublés pour l'Unteroffizier Emil Clade et le Leutnant Ludwig Franzisket. Le 12, c'est au tour de la 2./JG 1 de l'Oberleutnant Walter Adolph de descendre huit Blenheim en deux missions, auxquels s'ajoutèrent deux autres du Stab I./JG 1 ; Adolph réalisa un triplé, un doublé pour le futur as et Leutnant Erbo Graf von Kageneck,,. Basé à Gymnich, le I./JG 1 ne peut cependant pas suivre l'avancée rapide de la Wehrmacht, tout comme la logistique au demeurant, accentuée par la portée limitée des Bf 109. De fait, l'activité du groupe stagna jusqu'au 16 mai.
Ce jour là, le I./JG 1 s'établit à Charleville et remporta dans la foulée quatre victoires supplémentaires, cinq autres s'ajoutant le 19 mai ainsi que quatre Potez détruits au sol lors d'une attaque sur l'aérodrome de Soissons. L'unité ne chôme pas (jusqu'à sept sorties par jour), dont beaucoup de mitraillages au sol cruciaux, amenant son lot de casses matérielles, découlant souvent de pannes carburant. Le premier tué survint le 20 mai lorsque le Leutnant Horst Baxator (2 victoires) fut abattu dans la région d'Amiens par des MS.406 du GC I/6,. Le lendemain, le groupe s'installa sur l'aérodrome de Guise et deux jours plus tard, les différents Gruppen du Stab JG 27 abattaient 18 appareils, dont un tiers pour le I./JG 1, cinq pour le duo Balthasar-Franzisket. Monchy-Breton constitua l'étape suivante, mais la dégradation météo limita grandement la suite des opérations, forçant le retour de l'unité à Guise.
Début juin, les Allemands frappèrent la Somme et l'Aisne mobilisant une nouvelle fois le I./JG 1 : du 5 au 6 juin, le groupe revendiqua près de 30 avions français, le Hauptmann Balthazar se démarquant à nouveau avec deux quadruplés. Après une semaine de repos en Allemagne, le Gruppe revint en France cette fois à Soissons. Le 14, Wilhelm Balthasar reçut la Croix de Chevalier pour ses 23 victoires aériennes et 13 appareils détruits au sol, en plus de ses 7 succès remportés en Espagne. Il devint alors le second pilote de la Luftwaffe après Werner Mölders à recevoir cette décoration, et devançant un certain Adolf Galland du Stab JG 27. Ce jour-là coïncida avec l'entrée des Allemands dans Paris et peu de temps après, la Luftwaffe commençait à s'établir autour de la capitale.
L'ensemble des Gruppen du Stab JG 27 établirent 237 victoires, dont 81 pour le I./JG 1 qui comptera également cinq morts dans ses rangs, quatre blessés et deux prisonniers (rapidement libérés). Derrière Balthazar figurent en tête le Leutnant Franzisket et l'Oberleutnant Walter Adolph avec respectivement 9 et 6 victoires. Début juillet, la Luftwaffe réorganisa ses effectifs et la JG 27 absorba le I./JG 1 qui devint alors III./JG 27.

#### Bande à part
Parallèlement, l'Oberst Schumacher, Kommodore de la JG 1 (du moins sur le papier) chaperonnait les II./JG 77 et I./ZG 76 en Scandinavie, ainsi que le II./Tr.Gr.186 naval à l'Ouest. Au cours de l'été 1940, le I./JG 77 rejoignit l'équipe pour la protection des côtes danoises et les Îles frisonnes septentrionales, mais laissa vite sa place à des unités d'entraînement pour s'engager en Angleterre. Globalement et jusqu'à sa propre réaffectation au début de l'année 1942, Carl Schumacher restera éloigné des opérations de la JG 1 proprement dites.

### Renouveau (1941)

#### Première ébauche

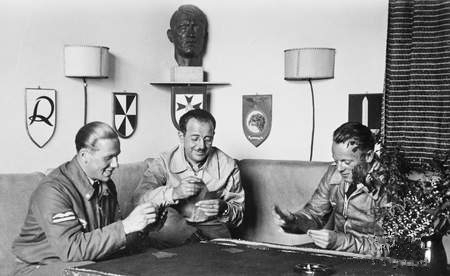
Les Leutnant Gerd Steiger, Hortari Schmude et Dieter Gerhard de la 2./JG 1 à Jever en 1941 ; aucun de ces hommes ne survivra à la guerre.

Avec la disparition du I. Gruppe, et un Stab observant les événements à distance, il ne subsistait pour ainsi dire plus grand-chose de la JG 1. En décembre 1940 renaît tout de même une 1./JG 1 créée à partir d'une petite unité de défense basée aux Pays-Bas. Elle débuta l'année 1941 par quelques accrochages contre des Blenheim bien souvent par mauvais temps. La 3. Staffel vit le jour en mars suivant sous commandement de l'Oberleutnant Paul Stolte, ancien officier du I./JG 54. Basé à Bergen Aan Zee au nord d'Amsterdam, le nouveau I./JG 1 embryonnaire opèrait dans une zone relativement calme, interceptant ici et là des formations ennemies généralement au large des côtes. En six mois, le groupe remporta une vingtaine de victoires pour trois pilotes tués par accident. Le Feldwebel Rudolf Mickel et l'Oberfeldwebel Werner Gerhardt abattront chacun 4 adversaires.
Venue sur le tard, la 2./JG 1 rejoignit les deux autres escadrilles en juillet 1941 à Katwijk, tirée d'une unité de défense du bassin de la Ruhr, et composée pour moitié de jeunes recrues. Elle réalisa ses premiers succès le 12 août suivant, le premier sous les tirs de l'Unteroffizier Siegfried Zick, futur grand as de la défense du Reich. À la même époque débarqua un autre pilote prometteur en la personne du Leutnant Heinz Knoke, fraîchement débauché du front Est. Le 16 août, Knoke se distingua cependant en endommageant l'un des premiers BF 109F livrés à l'unité dû à une faiblesse du train d'atterrissage. Du reste, les jours se suivent et se ressemblent pour les trois Staffeln qui patrouillent quotidiennement afin de couvrir les convois allemands dans la Manche. Ces sorties se termineront le plus souvent sans escarmouche, avec seulement quelques engagements sporadiques durant toute la seconde moitié de l'année, les vols se consacrant davantage aux entraînements.

#### Ombrelle du secteur nord
Le Stab I./JG 1 paracheva le Gruppe le 26 septembre sous commandement du Major Dr Erich Mix, un ancien de 14-18 qui reprit du service en 1935, où il combattit notamment avec les JG 53 et JG 2 de 1939 à 1940. Nazi engagé, Mix accueillit favorablement le Gruppenführer SS Reinhard Heydrich pour que ce dernier s'adonne un temps à la chasse aérienne. Réparti sur les îles Frisonnes, Jever ainsi qu'en territoire néerlandais, le I./JG 1 adopta aussi un écusson représentant un aigle sur fond de la zone d'opération couverte par le groupe. Une zone suffisamment calme qui permit, outre les missions de guerre, le transport du courrier et le ravitaillement.

### Unité au complet (1942)

#### Nouvelle ossature
Carl Schumacher délaissa l'unité pour être affecté au Jafü Norvège ; la JG 1 est donc reprise le 6 janvier 1942 par le Major Erich von Selle, ancien artilleur et pilote très expérimenté titulaire de 9 victoires, les deux dernières à la tête du I./JG 54,,. Dans la foulée sont constitués les III. et IV./JG 1 à partir de plusieurs unités d'entraînement issues de diverses escadres. Basé à  Husum pour protéger le Danemark et le sud de la Norvège, le III./JG 1 compte dans ses rangs le Hauptmann Herbert Kijewski, Kommandeur de l'unité et environ 20 victoires obtenues avec la JG 3 ; et l'Oberleutnant Harry Koch, chef de la 7./JG 1, titulaire pour sa part de 9 succès avec la JG 26. Formé à Vannes, le IV./JG 1 est encore mieux loti mais sa présence au sein de la JG 1 sera néanmoins de courte durée.
En cette période, le ciel du littoral allemand est calme, du moins le jour car la Nachtjagd demeurait sur la brèche la nuit, tout comme les unités engagées à l'Est. Parmi celles-ci figure le groupe I./JG 3 récemment retiré de ce front après d'intenses combats estivaux et quelque 277 victoires et de nombreux succès contre des cibles au sol. Épuisé et bradé par la météo, le I./JG 3 n'aligne plus qu'une poignée de Messerschmitt. Rééquipé d'une quarantaine de Bf 109F-4, il ne retournera pas en URSS et se voit affecté à la côte néerlandaise en décembre 1941 pour des patrouilles somme toute similaires à celles de la JG 1. Finalement, le I./JG 3 est renommé II./JG 1 le 15 janvier et dénombre une belle brochette d'as : le Kommandeur et Hauptmann Hans von Hahn compte 25 victoires et son ailier le Leutnant Detlev Rohwer 28 ; les chefs des désormais 4., 5. et 6. Staffel, les Oberleutnant Robert Olejnik, Max Bulchoz et Eberhard Bock, comptabilisent respectivement 36, 27 et 21 succès. À l'exception de Bock, tous portent la Croix de Chevalier, et les sous-officiers ne sont pas en reste : 15 et 12 victoires pour les Unteroffizier Johannes Schiffer et Heinz Küpper, ; 26, 19 et 14 pour les Oberfeldwebel Detlev Lüth, Ernst Heesen et Hans Ehlers, , futur « as des as » de la JG 1.

#### Au travers des éléments
Le 7 février lors d'un vol de transfert, le contrôle de la chasse de nuit dirigea la 4./JG 1 sur une formation de 32 Hampden, dont trois tombèrent sous les tirs de l'Oberfeldwebel Lüth ; le même jour, le I./JG 1 descendit encore deux autres appareils. Le 11 au soir, toute l'escadre se mit en état d'alerte dans le cadre de l'Opération Donnerkeil. Le lendemain et malgré une météo exécrable au possible, les JG 2 et 26 assurèrent les premières patrouilles avant que la JG 1 ne prenne le relais. En raison de la brume, le II. Gruppe ne put décoller avant 16 h 30 et n'obtiendra le contact à l'ennemi qu'une heure plus tard. Les Bf 109 tirèrent des fusées d'identification à l'intention des unités navales et malgré la pluie, la neige et une visibilité inférieure à deux kilomètres, ils parvinrent à mettre en échec une attaque britannique en descendant sept bombardiers et un probable, dont un doublé pour l'Oberleutnant Bock pour ses seuls succès avec la JG 1. L'opération réussite, il fallait encore sécuriser les navires dans leur fjords norvégiens, et plusieurs éléments de la JG 1 s'occuperont un temps à cette tache.
Afin de renforcer la zone de façon permanente, l'instigateur de Donnerkeil l'Oberst Adolf Galland décida de son propre chef de monter une unité spéciale dénommée « Kommando Losigkeit » ou « Jagdgruppe Losigkeit » du nom de l'officier commandant. Constituée de trois Staffeln prélevées des 2. et 8./JG 1 ainsi qu'une unité d'entraînement, le Gruppe doté de Bf 109E s'établit à Trondheim en Norvège. Le déplacement lui-même ne se fera pas sans casse tant la neige est omniprésente. Les jours qui suivirent ressemblèrent à un jeu du « chat et la souris » entre les reconnaissances régulières menées par les Spitfire britanniques, et les Bf 109 qui tentaient de les intercepter malgré leurs vitesses inférieures, le temps, le froid et le massif montagneux enneigé. Ce sera chose faite le 5 mars quand le duo Heinz Knoke - Dieter Gerhard parviendra à endommager puis descendre un des intrus. Capturé, le pilote anglais recevra du cognac de la part de ses vainqueurs dans une ambiance cordiale. Le lendemain, le Jagdgruppe regagna Jever pour sa dissolution, mais une mésestimation du carburant embarqué contraignit trois pilotes à se poser sur des lacs gelés ; quatre jours plus tard, tous trois finissaient à bon port sans encombre.

#### Changement en cascade
Les menaces perçues par les convois alliés dans l'Arctique amena également le IV./JG 1 à déménager à Trondheim. Cependant, la création de la nouvelle JG 5 entraîna son absorption le 21 mars 1942. L'Oberleutnant Wilhelm Moritz qui dirigeait une école de chasse en Norvège, proposa dés lors à Galland de transformer son unité en groupe opérationnel. L'idée déboucha donc sur la création d'un nouveau IV./JG 1 dont le Hauptmann Fritz Losigkeit prit le commandement. Fritz Eberle, Moritz et Franz Eisenach - tous trois Oberleutnant - assureront celui des 10., 11 et 12. Staffel. Eisenach laissera cependant très vite son poste à d'autres officiers et filera à la JG 54 pour remporter plus de 100 victoires,.
Les semaines calmes qui suivirent Donnerkeil laissèrent suffisamment de répit pour qu'un petit détachement du II./JG 1 se familiarise à Abbeville avec les FW 190 récemment utilisés par le II./JG 26. L'Oberleutnant Detlev Rohwer qui prit la suite de Bock à la 6./JG 1, arriva avec ces premiers avions tandis que d'autres pilotes en ramenèrent une vingtaine supplémentaire fin avril après leur propre reconversion. Début juin, le II./JG 1 rendait finalement tous ses Bf 109 au IV./JG 1. Dans l'intervalle, un test comparatif entre les deux chasseurs pilotés par les Oberleutnant Olejnik et Rohwer montra que le FW 190 surclassait l'avion de Messerschmitt dans tous les domaines, sauf au-dessus des 8 000 m. Par ailleurs, les deux officiers se succéderont à la tête du II./JG 1 après le départ  du Hauptmann Hans von Hahn pour le Stab JG 5. Peu sollicitée, la JG 1 évolue alors dans un environnement sein, avec une excellente cohésion entre les pilotes et leurs mécaniciens, agrémentée par les animaux et mascottes de compagnie. Les avions équipés de radios à ondes ultracourtes furent également testés pour une meilleure conduite des opérations depuis le sol. Les salles de contrôle se dotèrent de la technologie dernier cri, couplée avec d'énormes moyens humains, notamment féminins. La défense du Reich se mettait doucement en place en prévision de raids aériens de grandes ampleurs, après l'entrée en guerre des États-Unis.

#### Prise de marques
Léger retour en arrière avec le III./JG 1 qui opèrent désormais à Kjevik en Norvège à la mi-mai. Le 17 peu après son arrivée, le groupe participa conjointement avec le I./JG 5 à une violente altercation avec des bombardiers et torpilleurs venus s'en prendre au croiseur lourd Prinz Eugen ;  le III. revendiqua 6 succès sur 33 déclarés par les défenses. Le 1er juin, le II./JG 1 ouvrit son palmarès sur FW 190, et descendit cinq Spitfire le 19 juin suivant pour deux pertes. III. et IV./JG 1 entamèrent à leur tour - mais non sans mal - leur initiation sur FW 190, tout en conservant dans les faits leurs anciens Bf 109E et F. Le IV. Gruppe remporta également sa première victoire le 4 juillet quand deux sous-officiers décollèrent des côtes néerlandaises sous attaque aérienne, l'un à bord d'un FW 190, l'autre sur Bf 109F. Si le pilote du premier put rattraper et descendre l'un des assaillants, son collègue s'écrasa mortellement touché par les tirs défensifs ; au sol, on dénombra également un mort et deux blessés. Quant au I./JG 1, ses Bf 109 ne restèrent pas inactifs, surveillant sans relâche les îles de la Frise des incursions de reconnaissance britanniques, avec parfois quelque succès.

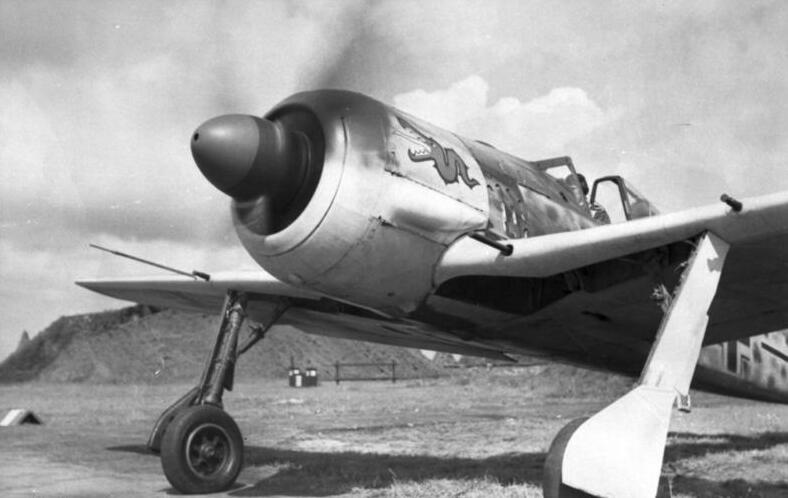
Fw 190A-3 de la 5./JG 1 à in Katwijk, été 1942.

Le 17 août 1942, Ira C. Eaker mena le premier raid de le 8th Air Force sur le continent européen. Quatre jours plus tard, la JG 1 se cogna pour la première fois aux B-17 en route pour Rotterdam, mais les Boeing bien groupés et bien armés, repoussèrent les Allemands, forçant même l'Oberfeldwebel Lüth à un atterrissage forcé. Même motif et même punition le 7 septembre, les Spitfire d'escorte se défaisant en prime de trois FW 190. Les débuts laborieux face à la 8th ne masquait pas pour autant les problèmes côté Américains, comme le manque d'autonomie des Spitfire d'escorte ou encore la faible défense au niveau du nez des bombardiers.
Entre-temps fin août, le Major Erich Mix prenait la suite de von Selle à la tête de la JG 1, tandis que Paul Stolte partait sur le front Est mi-septembre. Wilhelm Moritz sera plus tard transféré à la JG 51, tout comme l'Oberleutnant Buchholz qui prendra la tête d'une école de chasse jusqu'à la fin de la guerre. En octobre apparaissent aussi les premiers Bf 109G, mais dont les problèmes moteurs entraîneront plusieurs accidents. Le bimoteur anglais Mosquito causait également bien des soucis à la Luftwaffe, avec sa vitesse très élevée et sa capacité à voler par mauvais temps. Sous pression de l'État-major, les pilotes allemands seront contraints de braver les éléments pour les intercepter. La seconde partie de l'année permettra d'engendrer davantage de victoires aériennes. En novembre et décembre, seul le II./JG 1 remporta des succès, six dans la journée du 6 décembre. Mention pour l'Oberfeldwebel Ernst Heesen qui, avec 6 adversaires abattus en fin d'année, passa à 25 victoires juste derrière Detlev Lüth,.
31 pilotes de la JG 1 perdront la vie en 1942 toutes causes confondues, 14 blessés s'ajoutant à ce bilan. L'unité descendit 91 avions, dont 53 pour le seul II./JG 1. Le I./JG 1 perdit également sa 3. Staffel partie sur le front méditerranéen - conjointement avec les 11./JG 2 et 11./JG 26 - pour contrer le futur débarquement en Afrique du Nord. Mais le manque d'expérience des pilotes sur ce nouveau front causera nombre de pertes dans leurs rangs, et la 3./JG 1 et ses rares survivants finiront intégrés au II./JG 51 présent sur zone.

### Gardienne du Reich (1943)

#### Nouvelle phase de la guerre
Après une trêve de Noël, la JG 1 descendit un Spitfire le 12 janvier 1943, mais perdait déjà son premier hommes cinq jours plus tard. Le 27, le II./JG 1 couvert par deux chasseurs de la 11. Staffel parvinrent ensemble à se défaire de trois bimoteurs et quatre chasseurs sans perte. Les quadrimoteurs américains firent leur apparition le 27 janvier suivant, avec pour objectif le port de Wilhemshaven et ses U-boat. Mieux organisés que leurs assaillants, les « lourds » causeront à la JG 1 quatre tués et un blessé, tandis que cette dernière clama 9 succès, un score en réalité trois fois inférieur aux pertes US, même si 43 autres quadrimoteurs rentreront plus ou moins endommagés. Les défenses redoutables des B-17 et B-24 feront dés lors l'objet de toutes les attentions afin d'étudier au possible les points faibles des deux appareils. Les Américains ne seront pas en reste sur les surestimations, avec 25 victoires déclarées par les mitrailleurs lors d'un raid hasardeux par grand froid le 4 février ; en réalité, la JG 1 ne perdit que deux pilotes au combat, un troisième par accident,. Météo médiocre oblige, l'USAAF ne revint que le 26 du mois, les quatre Gruppen réalisant cette fois-ci un score parfait de 13 à 0 contre les bombardiers ainsi qu'un Spitfire de reconnaissance.

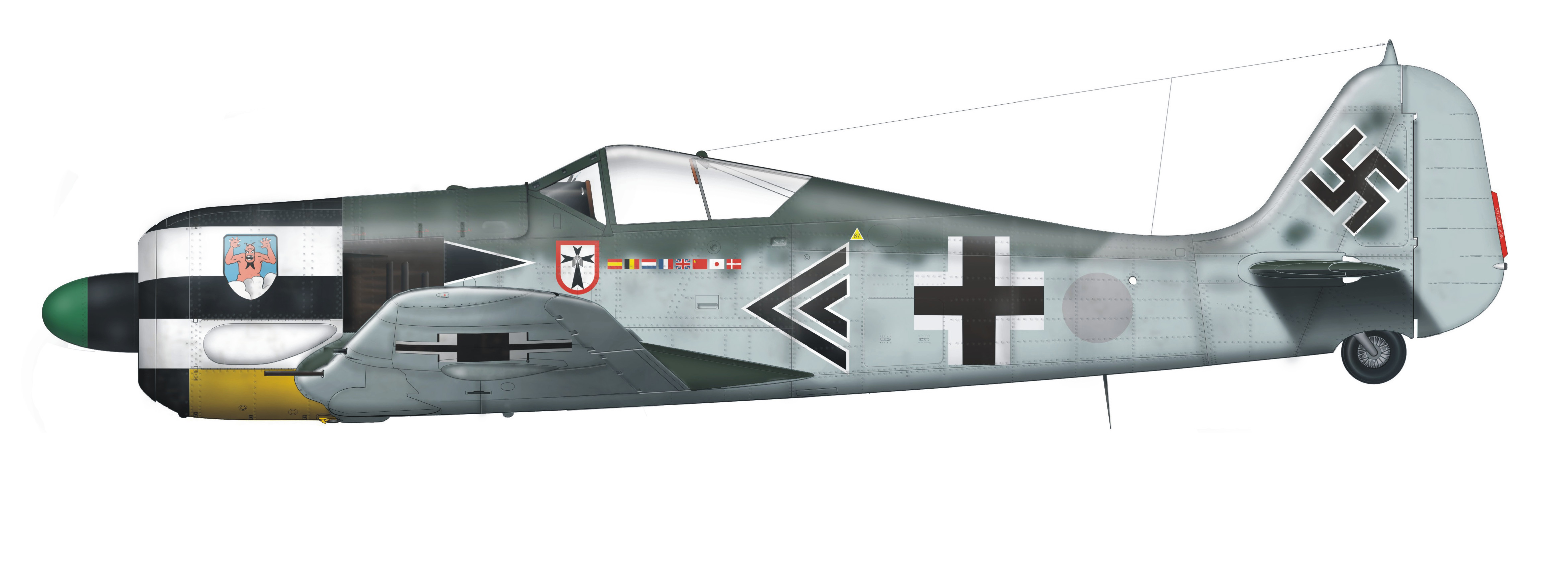
Le FW 190A-4 du Hauptmann Fritz Losigkeit alors Kommandeur du IV./JG 1 ; les petits drapeaux sous la verrière renseignent des nations où l'officier opéra.

Ces succès n'avaient pourtant rien d'aisé, tant s'en faut. Plonger au milieu de dizaines de traçantes demeurait une expérience terrifiante pour tout pilote. Inquiet des raids américains, le Leutnant Dieter Gerhard fit part à son ami Heinz Knoke de la possibilité de larguer eux-mêmes des bombes sur les bombardiers. D'abord incrédule, le Kommodore finit par accepter la requête et sa mise en œuvre au sein de l'escadre, qui déboucha sur un entraînement spécifique poussé. Le 4 mars, la JG 1 dépêcha ses quatre groupes pour un résultat de neuf victoires et un Herrauschuss (ou expulsion) sans perte. La méthode d'attaque à la bombe semblait sur le point d'aboutir, mais l'installation d'un tel projectile prenait du temps et ne pouvait se faire lors de décollages sur alerte. Le 18 mars, plusieurs Allemands seront touchés et le Leutnant Gerhard décèdera de ses blessures, d'autant que sur les sept bombardiers revendiqués (plus trois Spitfire), seulement deux seront déclarés manquants outre-Manche,. Quatre jours plus tard, le Leutnant Knoke prit l'initiative entre deux alertes de faire équiper son 109 d'une bombe de 225 kg. Il tarde à rejoindre les box de bombardiers du fait de sa lourde charge, mais parvient à mettre coup au but, arrachant l'aile d'un des B-17 et forçant deux autres au plongeon. Ce succès fera grand bruit au sein de l'État-major, mais pas pour l'intéressé qui conviendra plus tard avec l'inspecteur de la chasse l'Oberst Günther Lützow de la désuétude d'un tel procédé si la chasse alliée parvenait un jour à escorter les bombardiers sur tout leur trajet. Du reste, cette tactique sera répétée avec plus ou moins de succès jusqu'en juillet, avant d'être définitivement abandonnée.

#### Jumelage
En avril 1943 intervint un changement de structure important puisque les deux tiers de la JG 1 servirent de base à la création d'une escadre jumelle affectée au même rôle défensif. Ainsi naquit la JG 11 qui absorba les I. et III./JG 1. Le IV./JG 1 se substitua alors au premier groupe tandis qu'un nouveau III./JG 1 vit le jour. Un nouveau Kommodore prit également les reines de l'escadre en la personne du Major Hans Philipp ; vétéran de Pologne, France, Angleterre, Balkans et URSS avec les JG 76 et JG 54, cet as haut en couleur compte quelque 200 victoires et donna à la JG 1 une nouvelle aura. Palmarès plus modeste pour le nouveau patron du III./JG 1, le Hauptmann Karl-Heinz Leesmann, premier grand as de la JG 52, écarté un temps du front après une grave blessure en novembre 1941. Ses trois chefs d'escadrilles présentaient également un épais CV : l'Oberleutnant Heinz Klöpper auréolé de plus de 80 victoires avec la JG 51 et Ritterkreuträger comme son Kommandeur ; l'Oberleutnant Herwig Zuzic et le Leutnant Eugen Wintergerst (13 et 20 victoires) aux carrières étroitement liées. Hormis ces vétérans, l'unité reçut de surcroit de jeunes pilotes fraîchement formés. Le nouveau III./JG 1 opèrent également sur Bf 109G-6, techniquement plus performants en altitude que les FW 190 fournis aux deux autres Gruppen. Affecté à la couverture, le III. restera cependant peu sollicité durant ses deux premiers mois d’existence.
Le II./JG 1 inchangé domina les débats tout le long du mois d'avril, avec en tête le Hauptmann Dietrich Wickop, chef de la 4./JG 1, avec trois Spitfire descendus et un B-17 non-confirmé. Le 16 du mois, l'officier prit aussi en charge le II. Gruppe après la disparition du Major Herbert Kijewski. Le I./JG 1 du Major Fritz Losigkeit prit sa part de succès le 17 avril lorsque les JG 1 et 11 firent tomber 15 « Forteresses volantes », une prouesse jusqu'ici jamais atteinte. Le début du mois de mai est marqué par d'intenses combats verbaux contre des Spitfire et des bombardiers Ventura. Les Allemands revendiquèrent une vingtaine d'appareils Anglais en quatre jours, dont quatre pour le Hauptmann Wickop (13e victoire), trois pour l'Oberfeldwebel Hans Ehlers (20e), la première du Kommodore Philipp à la JG 1 et la dernière de Losigkeit. Des succès toutefois cher payés avec quatre blessés et cinq morts, dont le vétéran à la trentaine de victoires Ernst Heesen, premier grand as de l'unité à périr au combat. Dietrich Wickop subira également le même sort le 16 mai face à des P-47 américains, même si deux d'entre eux tomberont sous les tirs du Major Philipp et l'Oberleutnant Harry Koch (chef de la 6./JG 1),. L'interception des bombardiers dépendait d'un guidage au sol efficient, et il n'était pas rare que les chasseurs retournent à la base après avoir vainement chercher l'ennemi, avant de redécoller dans l'heure. Les combats se déroulant à cette époque au-dessus de la mer, tous pilotes éjectés étaient recherchés par ses camarades une fois les combats terminés, avec plus ou moins de fortune.
Robert Olejnik assura l'intérim du II./JG 1, tandis que le I. désormais commandé par le Hauptmann Emil-Rudolf Schnoor se déplaçait à Schiphol, ce qui l'emmena à réaliser quotidiennement des reconnaissances aériennes. Le Gruppe expérimenta aussi les premières roquettes air-air de 21 cm installées dans des tubes sous les ailes ; les Bf 109 du III./JG 1 verront également leur puissance de feu accrue par l'adoption de deux calibres de 20 mm en gondole, mais ces évolutions dégradaient irrémédiablement les performances. Citons encore le double emploi à cette époque des chasseurs de la JG 1 pour répondre à la demande des unités Wilde Sau. Aux raids américains récurrents s'ajoutaient les frappes des bombardiers moyens britanniques escortés de Spitfire, dont un causa la perte le 16 juin de l'Oberfeldwebel Ernst Winkler, 15 succès et ancien du I./JG 3. Pour autant, Anglais et Allemands se montraient particulièrement chevaleresques les uns envers les autres. Appartenant à un même microcosme, les pilotes des deux camps cherchaient les leurs tombés en mer sans s'affronter et sans faire de distinction des hommes repêchés. Mais la Luftwaffe jouait contre deux adversaires à la fois, et l'un des deux allaient bientôt prendre le pas sur l'autre. Le 22 juin, la JG 1 put se défaire de 17 « Fortress » mais y laissa tout autant d'appareils, sans perte humaine toutefois. Déjà double vainqueur moins de dix jours auparavant, l'Oberfeldwebel Hans Laun établit cette fois-ci un triplé sur des quadrimoteurs, le premier de l'unité. Trois jours plus tard, le seul III./JG 1 descendit sept bombardiers, mais au prix de deux morts et deux fois plus de blessés. Le 28 juin, le Hauptmann Walter Hoeckner, as aux 50 victoires passées avec les JG 77 et 26, prit les commandes du II./JG 1.

#### Versus USAAF
Les Britanniques accaparèrent la JG 1 la première quinzaine de juillet, le 18 entraînant la perte de trois Beaufighter et autant de Mustang descendus par le III./JG 1, avec des doublés pour le Kommandeur Karl-Heinz Leesmann et le Feldwebel Alfred Miksch, récemment transféré d'URSS après 37 succès avec la JG 3. Par la suite, l'escadre canalisa ses efforts quasi-exclusivement contre l'USAAF, affaiblie cependant par le déforçage du II./JG 1, contraint de partager son parc aérien avec la chasse de nuit de la futur JG 300. Les tactiques pour abattre les bombardiers lourds variaient de la passe frontale et celle classique par l'arrière. Les pilotes découvrirent bientôt que le point névralgique du B-17 se situait au niveau de l'emplanture de l'aile droite, le moteur n°3 alimentant le système hydraulique de l'appareil. Les Alliés ciblèrent la ville de Hambourg dés le 25 juillet, intensifiant les combats d'une manière jamais vue alors. II. et III./JG 1 établirent sept succès, mais celui-ci perdit le Major Leesmann dont le 109 s'abîma en mer. Le lendemain, les trois Gruppen de la JG 1 interceptèrent un raid sur Hanovre conjointement avec d'autres unités et clamèrent une quinzaine de B-17 pour trois morts et deux blessés ; Alfred Miksch et le Major Olejnik - qui avait repris la suite de Leesmann - atteignirent tous deux les 40 victoires,. Le 28, les P-47 munis de réservoirs auxiliaires atteignirent pour la première les frontières du Reich ; la JG 1 parvint cependant à les éviter et poivra 8 quadrimoteurs tout en ne perdant que deux pilotes. Elle se défit de 9 bombardiers et 4 chasseurs le surlendemain, mais y laissa cette fois cinq pilotes, dont l'as Hans Laun et deux Staffelkapitän du I./JG 1. Ce revers entraîna la décision de délester les FW 190 de leurs roquettes pour gagner en maniabilité, et de n'engager les bombardiers qu'une fois pleinement entrés en territoire allemand. Héro de ces quatre folles journées, l'Oberleutnant Harry Koch, quintuple vainqueur.
Opérant toujours depuis les Pays-Bas, les vétérans de la JG 1 chaperonnaient les nouveaux venus, y compris ceux d'un grade supérieur, et la puissance de feu des chasseurs ne cessait d'augmenter. L'USAAF vécut une mauvaise journée lors de sa reprise le 12 août au-dessus de la Ruhr, mais rien en comparaison du 17 août suivant. L'opération Double Strike visait les usines de roulement à billes à Schweinfurt et Messerschmitt à Ratisbonne avec un atterrissage en Afrique du Nord. Le brouillard compliqua cependant le regroupement des bombardiers et les Allemands s'en donnèrent à cœur joie en abattant 60 d'entre eux et en endommageant 168 autres. Pour sa part, la JG 1 revendiqua 18 succès, dont des doublés pour les Leutnant Hans Ehlers et Rudolf Engleder, qui devient le lendemain Staffelkapitän de la 2./JG 1 à la suite du décès de son prédécesseur,. Le I./JG 1 descendit sept nouveaux bombardiers le 19 août et un Spitfire de la part du III./JG 1, mais ce dernier perdit en contrepartie trois pilotes, dont le chef de la 8./JG 1 Herwig Zuzic qui percuta son ailier. Son compagnon d'aventure Eugen Wintergerst ne lui survivra que seize jours, abattu par un « Spit ». L'USAAF ne reviendra que le 27 septembre, saignant encore les rangs des officiers avec la disparition de l'Oberleutnant Georg Schott, le leader de la 1./JG 1 depuis le mois de juin, 20 victoires et ancien d'Espagne. Engleder prendra sa suite et Hans Ehlers celle de ce dernier. Désormais, la défense du Reich pouvait compter sur le renfort d'autres unités, à l'instar de la JG 3. Se greffa également à la JG 1 une nouvelle 11. Staffel équipée de Bf 109G-5 pressurisés et boostés d'un système d'injection GM 1 pour gagner en vitesse durant quelques minutes, idéal pour intercepter les reconnaissances ennemies.

#### Second round
Le 4 octobre, les I. et II./JG 1 abattirent ou expulsèrent huit « Fortress » pour autant de FW 190 plus ou moins touchés par les tirs défensifs. Parmi les vainqueurs, le Hauptmann Hoeckner (58e victoire) ainsi que les trois hommes forts de cette fin d'année, Engleder, Ehlers et l'Autrichien et Oberfeldwebel Anton-Rudolf « Toni » Piffer. Ce jour-là resta surtout marqué par la brimade d'Hermann Goering envoyée à tous les  Geschwaderkommodore. La réponse de l'Oberstleutnant Hans Philipp fut sans équivoque, rejetant catégoriquement les attaques verbales du Reichmarshall. Malgré tout, le forcing de Goering s'avéra payant puisque le 8 octobre, la JG 1 tout entière s'adjugea plus de 20 B-17 et un P-47 descendu par le Hauptmann Friedrich Eberle, récent leader de la 8./JG 1 après six mois d'écolage. Mais le prix à payer pour l'escadre est sévère, qui outre cinq blessés, perd également quatre pilotes dont un par un tir fratricide venu du sol, ainsi que Philipp lui-même après sa 206e victoire. L'officier était conscient des difficultés à combattre les Américains et rechignait à envoyer ses pilotes dans la fournaise. Malgré son expérience et son palmarès, il partagea finalement le destin de beaucoup d'entre eux. Témoin de la disparition de son chef, le Feldwebel Hans-Günther Reinhardt qui remporta sa 44e en percutant un adversaire avant de se poser blessé. Vainqueur pour sa part de son 42e adversaire, le Hauptmann Olejnik quitta la JG 1 pour commander l'Erprobungskommando 16, et laissa le III. Gruppe au Hauptmann Eberle ,.
La JG 1 tira encore son épingle du jeu le 10 octobre avec une quinzaine de victoires, et encore 21 dans la journée du 14 où les Américains connurent un nouveau « Schweinfurt », soit 60 bombardiers perdus, 5 autres écrasés en Angleterre, 12 déclassés et 121 autres endommagés à des degrés divers. Les hommes des Kommandeur Schnoor et Hoeckner se révèrent d'une classe à part, moins pour le III./JG 1 encore tout récent. Malgré la difficulté pour abattre les robustes Flying Fortress, la Luftwaffe jubile, bien aidée pour l'instant par la faible autonomie des chasseurs alliés, ce qui forcera la 8th Air Force à se rabattre un temps sur des objectifs moins éloignés,. Sans commandant depuis le décès de Philipp, la JG 1 embaucha le Major Hermann Graf, premier pilote au monde à avoir descendu 200 adversaires, quelques mois avant Philipp. L'accompagne avec lui un de ses compagnons de route, le Hauptmann Alfred Grislawski, qui compte également plus de 100 victoires, pour prendre en charge la 1./JG 1, décalant les 2. et 3. Staffel à Engleder et Ehlers. Le Major Graf n'aura cependant pas le temps de s'illustrer dans cette escadre puisqu'il passera à la JG 11 jumelle. La JG 1 échoue donc à une nouvelle très grosse pointure en la personne de l'Oberst Walter Oesau, vétéran d'Espagne et troisième pilote au monde à 100 victoires, mais surtout leader incontesté.

#### Vent tournant
Qui dit médailles dit revers, comme le 3 novembre où la JG 1 perdit par mauvais temps 17 appareils et neuf pilotes, essentiellement du III./JG 1 qui déplore également la mort de deux de ses chefs d'escadrille ; le troisième, Heinrich Klöpper, parviendra en revanche à abattre deux B-17. Les Américains ne laissèrent guère le temps à l'escadre de souffler, avec des engagements du 5 au 13, qui virent davantage de combats contre les chasseurs US qui se sacrifient pour maintenir à bonne distance Messerschmidt et Focke-Wulf. Nouveau succès allemand le 26 avec une dizaine de bombardiers descendus et des vainqueurs connus tels Piffer, Hoeckner, Lüth, Koch et Klöpper. Mais pour ce dernier, le mois de novembre s'achèvera tragiquement. Le 29, le III./JG 1 se défit de sept chasseurs permettant aux deux autres Gruppen de cibler les bombardiers. Mais l'escadre y laissa tout autant de pilotes, dont Klöpper qui après avoir achever son 94e adversaire, percuta le sol avec deux de ses ailiers en tentant d'échapper à leurs poursuivants à travers des nuages bas.
Les Staffelkapitän Grislawski, Engleder, Ehlers et Koch remportèrent la quasi-totalité des succès le 1er décembre, mais le III./JG 1 se retrouva une nouvelle fois saigné avec la perte d'Alfred Miksch ; à l'instar du Major Leesmann et Klöpper, l'as aux 43 victoires représentait la tête de cordée du III. Gruppe. Le 5 du mois apparurent dans le ciel d'Amiens les premiers Mustang américains, avant que ces appareils ne se présentent au-dessus d'Emden six jours plus tard. Dotés d'une autonomie suffisante et de performances accrues, ces nouveaux chasseurs allaient causer bien du souci à la Luftwaffe. Le I./JG 1 descendit encore une douzaine de bombardiers le 16 décembre. Tous deux doubles vainqueurs lors de cette mission, « Toni » Piffer aida ensuite son leader Rudolf Engleder blessé aux yeux à atterrir à l'aveugle. Autre perte avec la blessure du Leutnant Martin Lacha titulaire de 11 victoires. Et quand les conditions pour un tir n'étaient pas réunies, certain n'hésitaient pas à éperonner un bombardier, comme lors de la mission suivante du 20 décembre lorsque l'Unteroffizier Hubert Swoboda percuta un B-17 sous feu ennemi après enrayement de ses armes, avant d'évacuer son propre avion. Deux jours plus tard, nouveau coup de massue : alors que les I. et III./JG 1 parvinrent à engager le combat, le II. fait choux blanc et perd en plein combat le Hauptmann Harry Koch (30 victoires) qui percute son ailier, lequel parviendra seul à s'éjecter.
La 6./JG 1 de Koch sera tour à tour commandée par les Oberfeldwebel Leo Schuhmacher et Reinhard Flecks, les deux autres pilotes les plus expérimentés de la Staffel. En cette fin d'année 1943, le Kommodore Oesau introduisit aussi un nouvel insigne pour son escadre : un « 1 » ailé dans un losange blanc cerclé de noir. Une bande rouge ceinture également désormais la queue des chasseurs de la JG 1, permettant de les identifier parmi les unités engagées dans la défense du Reich. Mais à mesure que la nouvelle année se profilait à l'horizon, il devenait clair que le rapport de force basculait en faveur des Américains.

### Pilier fragilisé (1944)

#### Renforcement
Bien que malmenée, la défense du Reich prouva qu'elle pouvait contrer des raids de grandes ampleurs. Cependant, le temps joue contre elle et la chasse US sera bientôt en mesure d'accompagner leurs protégés jusqu'à Berlin. Pour les pilotes allemands, l'exaltation au combat d'antan faisait désormais place à une tension palpable jusqu'à que le devoir reprenne le dessus. En fin de journée, alcool et camaraderie faisaient baisser la pression, qui reprenait de plus belle le lendemain lors des phases d'attente au sol, surtout quand un camarade de la veille manquait à l'appel. Le Stab de l'Oberst Oesau occupe alors Deelen, le I./JG 1 la ville de Dortmund, Rheine pour le II./JG 1 tandis que le III. Gruppe décolle de Volkel, le tout pour 42 FW 190 et autant de Bf 109. Opère également en parallèle le Sturmstaffel 1, une nouvelle unité expérimentale dont les volontaires doivent tirer les bombardiers aussi prêt que possible avec des appareils surarmés. Deux nouveaux venus firent également leur apparition à l'escadre : le Hauptmann Lutz-Wilhelm Burkardt reprend ainsi la 6./JG 1 et comptabilise plus de 50 victoires à l'Est avec la JG 77 et la Ritterkreuz autour du cou ; et le Major Heinrich « Heinz » Bär dont la réputation et la forte personnalité ne sont plus à faire : 179 victoires sur tous les fronts depuis le début de la guerre. Puni pour insubordination, l'as prit en charge la 11./JG 1 Höhenstaffel de haute altitude récemment créée, mais sur le point d'être dissoute ; Bär se verra alors aussitôt versé à la 6./JG 1 comme simple pilote,.
L'année débuta mal pour la JG 1 puisqu'elle perdit sept pilotes (deux par accidents) et un blessé du 2 au 5 janvier 1944, malgré ce jour-là deux victoires et quatre Herrauschuss qui permit à Walter Oesau de renouer avec le succès. L'unité se rattrapa le 11 en exécutant plus ou moins officiellement une vingtaine de bombardiers et un P-47, environ la moitié lors d'un triple assaut du II./JG 1 remarquablement mené par l'Oberleutnant Rüdiger von Kirchmayr, le Staffelkapitän de la 5. Staffel. Treize jours plus tard, la formation américaine est contrainte de faire demi-tour en raison de la météo mais une soixantaine de bombardiers lourdement escortés ciblèrent une centrale électrique. Ils tombèrent sur les I. et II./JG 1 qui tirèrent quatre B-17 et autant de chasseurs tout en perdant quatre pilotes et trois blessés, dont le Hauptmann Grislawski contraint à l'éjection et victorieux lors de ces deux dernières missions. La JG 1 ajouta encore une douzaine de quadrimoteurs à son tableau de chasse le 30 janvier (doublés de Hans Ehlers, du Kommodore Oesau et de « Toni » Piffer pour sa 20e) ; mais elle perdit en contrepartie neuf pilotes et trois blessés, majoritairement du III. Gruppe du Hauptmann Friedrich Eberle également blessé.

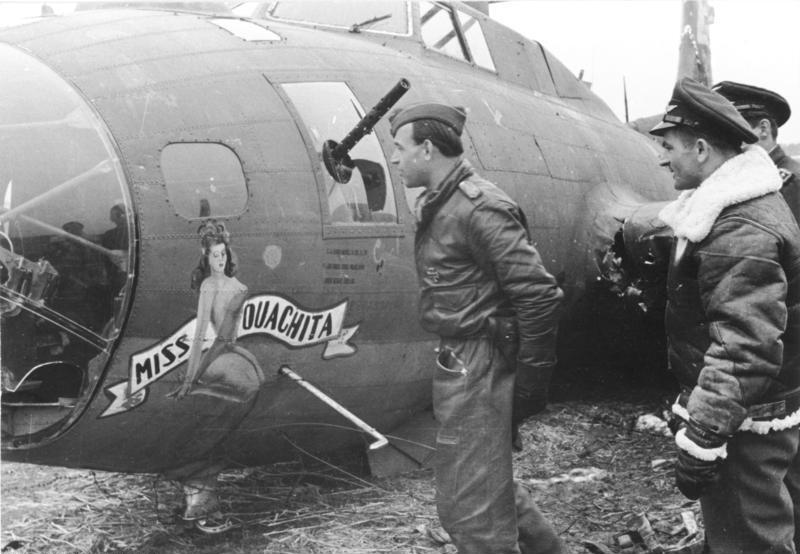
Visite du B-17F Miss Ouachita abattu le 21 février 1944 par le Major Heinz Bär (au centre) avec ses deux ailiers habituels, l'Oberfeldwebel Leo Schuhmacher (portant un blouson d'aviateur américain) et le Feldwebel Max Sauer derrière.

Au sol, c'est toujours l'anxiété avant décollage, même pour les anciens. Dans une ambiance morose, on échange peu et les cigarettes se fument à profusion. Seul le Major Bär demeure imperturbable. Une fois tout l'attirail embarqué à bord, les pilotes attendent l'ordre de décoller, ordre parfois reporté de plusieurs dizaines de minutes, avant une nouvelle alerte, parfois en plein repas. Les combats deviennent de plus en plus durs et cruels, car les pilotes américains ont pris l'habitude de tirer sur les Allemands parachutés. Début février, le Hauptmann Hoeckner quitta le II. Gruppe pour le I./JG 4 ; le remplaça à ce poste le Hauptmann Wilhelm Segatz arrivé de la JG 5 et ex-leader la 11./JG 1 en 1942,. Le 8, la JG 1 se défait de huit adversaires, près du double deux jours plus tard, avec en tête de gondole Walter Oesau, le Feldwebel Walter Köhne pour sa 20e et Heinz Bär, le véritable meneur du II./JG 1 pour ses premiers succès à la JG 1,. Du 19 au 25 février, l'USAAF se lança dans la « Big Week » visant à annihiler l'industrie aéronautique allemande. Durant cinq jours, la JG 1 et les autres unités s'opposèrent à une armada comprenant 800 à 1 000 bombardiers sans compter l'escorte, dont des chasseurs anglais. L'unité enregistra ainsi 50 tirs réussis, majoritairement contre des B-17 et B-24, un cinquième pour le seul Bär désormais chef de la 6./JG 1. En contrepartie, l'escadre va laisser sur le carreau 17 morts (dont le Feldwebel Heinz Fuchs, vétéran aux 11 victoires) et 10 blessés, dont certain gravement. Bien qu'ébranlées, les usines d'avions du Reich resteront sur pied, et iront même crescendo les jours à venir,

#### Montée en gamme
Le 6 mars, les Américains ciblèrent cette fois Berlin même. La JG 11 s'adjoignit des III./JG 54 et de la  JG 1 pour un assaut coordonné de plus de 100 chasseurs, un nombre cependant bien maigre en comparaison du camp adverse. La JG 1 établit un record de 25 victoires, dont trois doublés (Oesau, Segatz et von Kirchmayr) et un triplé de l'indéboulonnable Bär en deux sorties distinctes ; deux pilotes s'éjectèrent avec des brûlures et trois autres y laissèrent la vie, dont le vétéran Detlev Lüth qui tomba après près de 40 victoires. Deux jours plus tard, ce sont 13 succès qui sont remportés, mais trois pilotes périront, dont le Hauptmann Wilhelm Segatz abattu lui aussi juste après son 40e succès. Bär reprit logiquement le II. Gruppe et la 6./JG 1 revint à une autre pointure de la Luftwaffe, l'Oberleutnant Georg-Peter Eder (environ 30 victoires) récemment affecté à la JG 1 après une grave blessure. Les deux derniers gros engagements du mois se dérouleront les 23 et 29 mars (une quinzaine de victoires en tout), mais huit pilotes manqueront à l'appel lors de cette dernière journée.
Les deux premiers Gruppen revendiquèrent 15 Liberator et 2 chasseurs le 8 avril, cinq bombardiers pour la seule 6./JG 1 de l,Oberleutnant Eder qui, grand spécialiste de la chasse aux quadrimoteurs avec la JG 2, se montrera tout aussi efficace avec la JG 1. L'officier récidiva le lendemain par un doublé sur les 13 succès de l'escadre auxquels participa cette fois le III./JG 1, avec des victoires des Hauptmann Burkardt et Grislawski revenu au front à la tête de la 8. Staffel. Le 11, la 8th Air Force s'en prit une nouvelle fois aux usines de production aéronautiques, mais dut faire face à une attaque parfaitement coordonnée du Major Bär, et perdit 13 B-17 et 8 chasseurs, ainsi qu'un B-24 tiré par Rudolf Engleder de retour de blessure, mais qui quittera très vite ses camarades. La JG 1 remettra ça deux jours plus tard en se défaisant à nouveau de 13 adversaires. Bilan positif donc pour l'unité malgré seize morts et onze blessés en quatre jours,. Le 16, le promu Major Emil-Rudolf Schnoor rejoignit à son tour l'hôpital, grièvement blessé lors d'un vol de routine, et c'est l'Oberleutnant Ehlers qui reprendra le I./JG 1. Le 22, la JG 1 décolla cette fois peu avant 18 h où le III./JG 1 devra batailler dur avec l'escorte, perdant sept pilotes et deux blessés ; les Hauptmann Eberle, Grislawski, Burkardtet le nouvel arrivé et Ritterkreuträger Herbert Kaiser descendront chacun un Mustang, tandis que les I. et II./JG 1 de déferont de 8 bombardiers et 5 chasseurs. Deux heures plus tard, le Major Bär redécolla pour poivrer un B-24 solitaire, son 200e succès au palmarès. La JG 1 scora encore 7 à 0 le 24 avril, Georg-Peter Eder, arrondissant le sien à 40,. Pour la dernière du mois, c'est l'Oberleutnant von Kirchmayr qui se démarqua en abattant un chasseur et deux bombardiers lors d'une seconde sortie (victoire n° 15), la JG 1 qui en ce 29 avril, approcha les 20 victoires et contribua ce jour-là avec d'autres à contrecarrer l'armada américaine, malgré les moyens déployés et un ciel dégagé.

#### Jagdgeschwader«Oesau»
À la fin du mois d'avril, le Hauptmann Friedrich Eberle se retrouva muté dans une unité de convoyage. Lui succéda à la tête du III./JG 1 le Major Hartmann Grasser, vétéran comme Bär et Oesau de la JG 51 et titulaire de 103 victoires. Poursuivant sur sa belle lancée, la JG 1 fit tomber 14 quadrimoteurs et 3 avions d'escorte le 8 mai, mais plus d'une vingtaine de ses chasseurs ne rentreront pas indemnes, voire pas du tout, avec sept tués et cinq blessés. Trois jours plus tard, c'est le coup de massue : la 8th Air Force cibla des objectifs en France, en Belgique, au Luxembourg et l'ouest de l'Allemagne. Toute l'unité décolla menée par l'Oberst Walter Oesau, mais le Stab et le III./JG 1 se retrouvèrent engagés par la chasse adverse. Isolé, le Kommodore tint tête durant 10 à 20 minutes sur un appareil moins performant ; touché, il tenta un atterrissage mais se fit descendre à basse altitude. L'as aux 127 victoires depuis l'Espagne était physiquement au bout du rouleau, qui plus est ce jour-là fiévreux selon une source. Son escadre lui rendra le plus beau des hommages en prenant la désignation JG 1 « Oesau ». Le Major Bär assura l'intérim tandis que l'Oberleutnant Georg-Peter Eder prenait celui du II./JG 1,.
Le deuil sera de courte durée pour l'unité qui rempila dés le lendemain, tantôt avec fracas, tantôt avec succès. En première ligne le III./JG 1, dont les Bf 109 prennent souvent les devants pour contenir la myriade de chasseurs américains toujours en surnombre. Le 13, l'escadre devra se tenir éloignée des bombardiers, mais feront tout de même plier huit Thunderbolt et un Mustang. Six jours plus tard, sept bombardiers et six chasseurs seront neutralisés, l'infatigable Georg-Peter Eder se payant même le luxe d'un triplé. Heinz Bär ne resta que très peu de temps en poste et reprendra la JG 3 au début de la campagne de Normandie. Et c'est encore une illustre figure de la Luftwaffe qui reprit les reines de la JG 1, l'Oberstleutnant Herbert Ihlefeld, quelque 110 victoires sans compter ses succès espagnoles, et hautement décoré comme ses quatre prédécesseurs. Son Stab ne possède cependant pas d'appareils disponibles ; le reste de l'unité basée en Rhénanie-du-Nord-Westphalie dispose en revanche de 55 FW 190 et 48 Bf 109. Outre l'ennemi en vol, les Allemands pouvaient rencontrer des difficultés pour se coordonner en raison d'une Flak trop importante. Les Alliés communiquaient également de faux messages d'alerte sur les fréquences de la Luftwaffe afin d'attirer les pilotes dans un traquenard. L'après-midi du 28 mai, l'Oberleutnant von Kirchmayr amena l'escadre dans un assaut victorieux à 23 victoires, dont 15 Herrauschuss ; le lendemain, le II./JG 1 ajoutera encore une dizaine de B-17 abattus ou expulsés.
Le III./JG 1 changea à nouveau de Kommandeur en la personne du Hauptmann Karl-Heinz Weber, ancien leader de la 7./JG 51, avec qui il remporta 136 victoires confirmées à l'Est. Cette Staffel migra avec lui en Allemagne pour renforcer le II. Gruppe, et sera reprise par le Leutnant Friedrich Krakowitzer (23 victoires),. Un petit tour d'horizon permet de lister les autres membres les plus imminents encore en lisse à la « Oesau ». Aux commandes Herbert Ihlefeld, tandis que les « fonceurs » Hans Ehlers et Anton-Rudolf Piffer mènent le I. Gruppe avec 50 et 32 victoires ; autres as du groupe, le Leutnant Walter Köhne (29), l'Oberfeldwebel Rudolf Hübl (19) et le Leutnant Karl-Emil Demuth (12),,. Au II./JG 1, Georg-Peter Eder, légèrement blessé après sa 49e victoires, assume l'intérim conjointement avec Rüdiger von Kirchmayr (18 succès) ; le Leutnant Otto Bach (16) et les Oberfeldwebel Kurt Niedereichholz (16), Leo Schuhmacher (15), Georg Hutter (14) et Reinhard Flecks (13) complètent la liste,,. Karl-Heinz Weber, Alfred Grislawski, Lutz-Wilhelm Burkhardt et Herbert Kaiser cumulent près de 400 victoires à eux quatre, bien que pour l'essentiel remportées dans d'autres unités que le III./JG 1 auquel ils appartiennent. Il en va de même pour l'Oberfeldwebel Friedrich Zander, récemment venu de la JG 54 avec un tableau de chasse avoisinant la trentaine.

#### Front de Normandie
Le débarquement prit de court la Luftwaffe, contrainte de se réorganiser rapidement. Le I./JG 1 décolla d'Allemagne le 6 juin pour poser le lendemain aux abords du circuit du Mans, après un ravitaillement à Montdidier. Dans l'intervalle, un Ju 52 qui transportait seize hommes du staff technique s'écrasa, victime de la chasse de nuit britannique, et dix de plus périront au sol après une attaque de chasseurs-bombardiers. Le II./JG 1 flanqué de la 7./JG 51 posa également à Montdidier pour rejoindre le terrain de Flers. Mais celui-ci sera rendu inopérant par un bombardement, et les FW 190 rejoindront ceux du I./JG 1 le 7 juin sur un terrain bientôt surchargé, imités par la Staffel du Leutnant Krakowitzer qui perd un pilote après une rencontre fortuite avec des Mustang. Après un transfert tardif, le III./JG 1 devra se contenter de terrains de campagne près de Beauvais, sous commandement du Stab d'Herbert Ihlefeld, qui chaperonne également les I./JG 5 et II./JG 11.
Le 7 toujours, c'est la douche froide pour le III. qui après trois patrouilles, perd six avions et deux pilotes, dont Karl-Heinz Weber lui-même ; Grislawski assura l'intérim, mais sans se faire d'illusion sur son propre devenir,. Opérant de concert, I. et II./JG 1 durent s'acquitter durant deux jours de missions anti-navires après découverte d'un important stock de bombes. Mais sans formation adéquate et sous forte DCA, ils ne feront évidement pas de miracle, d'autant qu'une frappe aérienne dans la nuit du 9 au 10 et une autre le 12 juin rendirent leur terrain impraticable. Le I. continua alors d'opérer à Lonrai au nord-ouest d'Alençon, tandis que le II./JG 1 réduit au minimum, s'établit au nord-est de cette même ville. Tout aussi mal loti, le III./JG 1 subit les foudres de B-24 le 11 juin et devra rentrer à Wunstorf pour se rééquiper, tandis que le Stab s'établit près de Saint-Quentin sans un seul avion. Délaissant les frappes au sol, les Leutnant « Toni » Piffer, Siegfried Stoffel ainsi que les Unteroffizier Walter Dobrath et Fritz Rathofer assurèrent au I. Gruppe, 13 des 14 adversaires descendus du 13 au 17 juin au-dessus du Cotentin, mais Piffer n'y survivra pas, abattu par un P-51 au lendemain de ses 34 et 35e victoires,. Le 17 au soir, Lonrai passa au travers des bombes alliées, mais pas Essai, terrain du II., obligeant ce dernier et la 7./JG 51 - davantage active au demeurant - à se dissimuler dans les pâturages boisés prêt du village de Semallé. Jusqu'à la fin du mois, les deux Gruppen et la 7./JG 51 vont encore abattre une  vingtaine d'adversaires, mais devront se passer de 19 pilotes. Parmi eux Dobrath (blessé), Rathofer et Stoffel (tués), tous trois quintuples vainqueurs depuis le début de l'invasion, et Rudolf Hübl, blessé également quatre jours après son 20e succès. De nouveau débusqué par la chasse alliée, le II./JG 1 devra dépêcher plusieurs pilotes en Allemagne pour récupérer des avions. Le mois de juin verra aussi les Hauptmann Ehlers et Eder recevoir la Ritterkreuz pour leurs succès des mois précédents.
La JG 1 joua de nouveau de malchance le 4 juillet avec quatre tués, dont le chef de la 7./JG 51 Friedrich Krakowitzer qui aura porté son score à 25. Le lendemain débarqua en renfort la 9./JG 77 en provenance de Roumanie commandée par l'Oberleutnant Wolfgang Ernst (28 victoires) ; après une remise à niveau sur FW 190, l'unité se mit à disposition du I./JG 1, avec plus ou moins d'infortunes. Du reste et durant quinze jours, I. et II./JG 1 tenteront de maintenir un semblant de cohésion, mais le mauvais temps bloqua les opérations. À l'issue, le I./JG 1 se retira à son tour pour rééquipement. Le III./JG 1 revint en force à la même période à La Fère avec près de 50 appareils et nombre de pilotes venus de tout horizon. Le Hauptmann Burkhardt malade laissa sa place à l'Oberleutnant Fritz Bilfinger (14 fois vainqueurs à l'Est),. C'est le Hauptmann Erich Woitke qui reprit le groupe, un ancien d'Espagne de 32 ans populaire auprès de ses subordonnés, mais aucunement auprès de l'État-major en raison de son franc parlé. Le III. resta sous les ordres du Stab d'Ihlefeld posté non loin à Couvron.

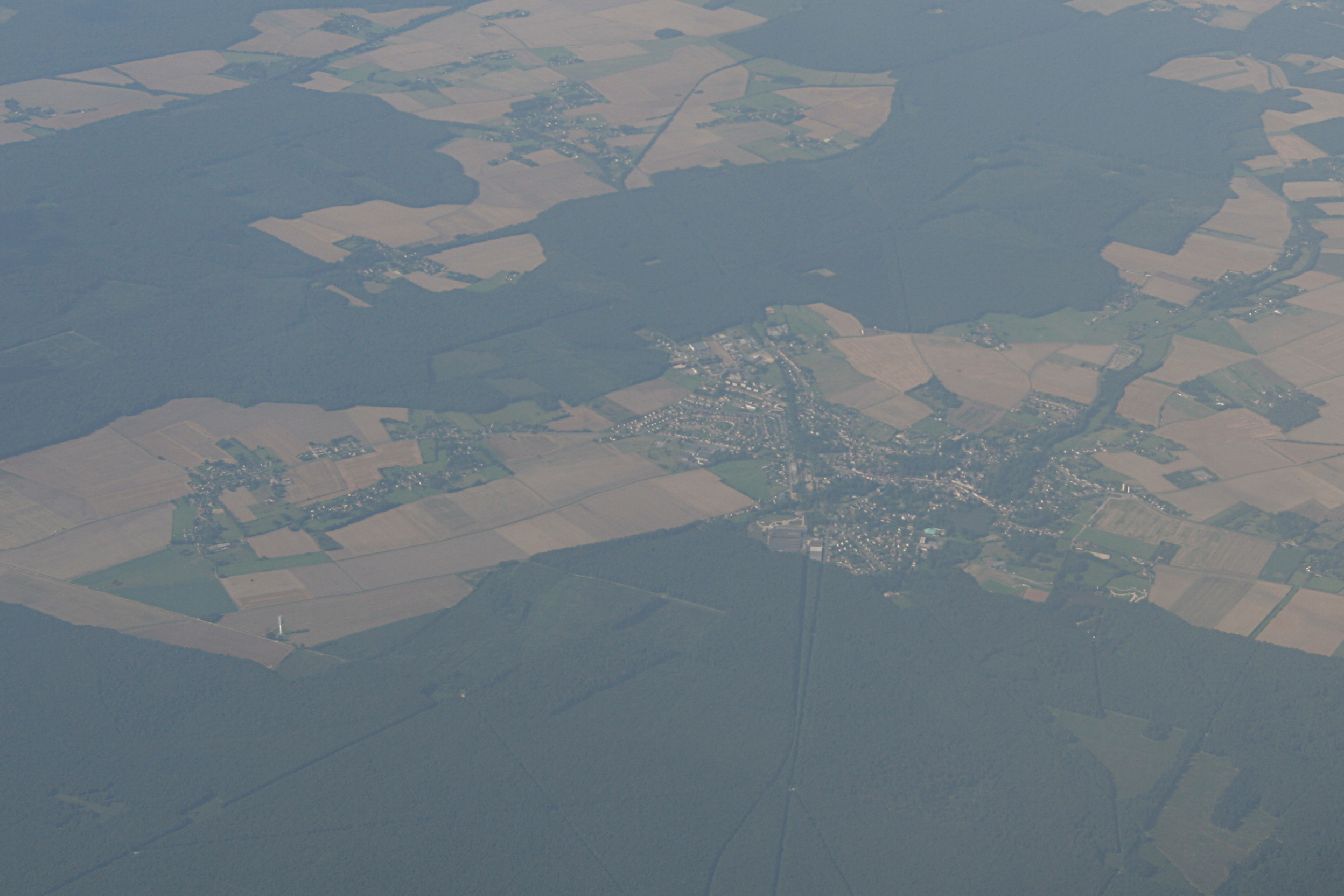
Le 23 juillet 1944, l'Unteroffizier Erich Rahner se posa en urgence près de Senonches après avoir été intoxiqué par des vapeurs d'essence, mais son avion capota. L'Oberfeldwebel Leo Schuhmacher prit le risque d'atterrir train rentré et rameuta deux soldats allemands et des civils français pour l'en extraire. Transporté à Chartres, Rahner survivra à trois jours dans le coma, et pourra remercier son ex-leader qu'après la guerre en 1991.

Le 12 juillet, les Bf 109 du III. se pointèrent sur Caen à trois reprises et réalisèrent 6 victoires dont la moitié pour le Kommodore (deux pilotes seront perdus). Herbert Kaiser (vainqueur la veille) et Grislawski rééditeront le lendemain puis le surlendemain pour ce dernier, où III. et Stab s'assureront huit  autres succès auxquels s'en ajouteront cinq des 9./JG 77 et II./JG 1. Le III./JG 1 resta le groupe le plus actif avec une quinzaine de victoires du 17 au 19 en pleine Opération Goodwood. Malgré un effectif reconduit, le II./JG 1 subira à contrario un échec le 20 juillet en perdant sept pilotes tués, capturés et disparus, ainsi qu'un huitième de la 7./JG 51, malgré trois victoires de von Kirchmayr et Reinhard Flecks. Trois jours plus tard, le Leutnant Hubert Swoboda rejoignit le cercle fermé des meilleurs as du II. en décrochant un 10e succès personnel, alors que l'Oberfeldwebel Schuhmacher se targuera d'un certain courage pour sauver un ailier tombé en campagne senonchoise (photo). En dépit de conditions météos en dents de scie, la JG 1 et plus particulièrement le III. Gruppe maintiendra la pression jusqu'à début août, avec en tête Herbert Ihlefeld qui descendra son 10e adversaire sur le front normand. Blessé quelques jours auparavant, le Hauptmann Woitke ne pourra plus assurer la conduite de son groupe par ailleurs bien éprouvé en juillet. De retour dans la région d'Alençon, le I./JG 1 (privé de Walter Köhne parti à la JG 11) pût de nouveau s'unir au II./JG 1 pour des sorties conjointes dans la régions de Saint-Lô, mais les pilotes vont y épuiser leurs forces malgré une vingtaine de victoires dans les derniers jours du mois, cinq pour le seul Oberfeldwebel Flecks pour un score personnel porté à 20.
Après un intérim assuré par von Kirchmayr et Eder (parti pour la JG 26), le II./JG 1 fut repris par le Hauptmann Hermann Staiger, un vétéran confirmé comptant près de 60 victoires. Les Alliés aux portes d'Alençon, I. et II. déménagèrent respectivement à Oysonville et Mondésir le 5 août avec deux douzaines de FW 190, tandis que le III./JG 1 se posa à Brétigny en y laissant en chemin deux 109 interceptés par des Lightning. Le lendemain, le groupe perdit également Herbert Kaiser, blessé dans une interception de Lancaster ; l'as ne reviendra plus à la JG 1,. La contre-attaque de Mortain du 7 août sollicita les I. et II. Gruppe escortés par le III./JG 1, qui assurait alors la grande majorité des succès, à contrario des mois passés dans le ciel du Reich. Acculés, les I. et II./JG 1 opérèrent un nouveau repli dans la Marne le 11 août, et après quelques reconnaissances aériennes, quittèrent le front moins de dix jours plus tard. Seul le III./JG 1 (chaperonné par le Stab JG 27) demeurait encore sur la brèche, commandé au sol par Woitke (toujours blessé) et Grislawski en vol mais celui-ci partit à son tour le 13. Woitke accueillit son successeur et vieille connaissance, le Hauptmann Heinz Knoke, ancien de la JG 1. Le III. assura patrouilles et mitraillages mais se retrouva lui-même attaqué sur son propre terrain, et s'échappa à Marolles puis Vailly le 18 août. Réduit à une seule Staffel sous une chaleur étouffante, le III. va perdurer au front jusqu'au 28 août sous pression de l'État-major, date à laquelle Knoke obtint son dernier succès, le 7e sur les 9 remportés par le III./JG 1 depuis sa prise de fonction quinze jours avant,. Un laps de temps qui engendra deux fois plus de Bf 109 rayés des cadres, y compris celui de Knoke qui échappa le 25 août aux maquisards français après éjection, avant que l'as n'organise la nuit même l'évacuation de son groupe.
La « Oesau » revendiqua quelque 140 victoires lors de cette campagne, dont plus de la moitié de la part du III./JG 1 où de nombreux nouveaux pilotes purent se distinguer. Pour les plus hauts scores figurent en tête le Kommodore Herbert Ihlefeld avec 10 victoires ; suivent derrière Heinz Knoke 7, Reinhard Flecks 6, et 5 succès pour le trio Stoffel, Dobrath, Rathofer, ainsi que les vétérans Fritz Bilfinger et Friedrich Zander,. Que ce soit en opération ou par accident, l'escadre perdit 72 pilotes et 16 disparus ; 13 autres seront faits prisonniers et 38 blessés. Dans l'intervalle, les 9./JG 77 et 7./JG 51 finiront intégrées aux deux premiers Gruppen, désormais dotés de quatre Staffeln chacun,.

#### Au cœur du chaudron
Les derniers éléments terrestres du III./JG 1 ne rentreront en Allemagne que début septembre, et ce à l'issue d'un long périple sur les routes françaises, par ailleurs encombrées et soumises aux frappes aériennes constantes. Alors que son groupe est en pleine restructuration, le Hauptmann Heinz Knoke est gravement blessé en voiture par la résistance tchèque le 9 octobre, ce qui clôtura sa fin de carrière après 33 victoires,. Quelques semaines auparavant, le Hauptmann Rüdiger von Kirchmayr (blessé le 11 août) quittait également la JG 1 pour bifurquer à la JG 11. Les deux officiers recevront la Ritterkreuz avant la fin de la guerre, tout comme du reste Leo Schuhmacher qui pour sa part, accompagnera le Major Bär jusqu'à la fin de la guerre qu'il terminera avec 23 victoires au tableau de chasse,. Durant les deux mois qui suivirent la campagne normande, les I. et II./JG 1 reprirent également des couleurs, mais l'exaltation des nombreux jeunes pilotes venus en masse pour combler les brèches ne pouvait masquer leur manque d'expérience criant dans tous les domaines. Durant cette période, six pilotes se tuaient et sept autres se blessaient déjà à l'entraînement ou lors de vols de routine, mais rien en comparaison de ce qui allait suivre.
Le 21 novembre, le I./JG 1 fort de 56 appareils remit le couvert face à la 8th Air Force, mais sous pluie et brouillard. En approche des bombardiers, une nuée de P-51 leurs tombèrent dessus et descendirent huit pilotes qui n'en réchapperont pas, tout comme sept autres lors des combats tournoyants qui en découlèrent, plus quatre blessés ; seuls vingt FW 190 en sortiront indemnes. Si une quinzaine d'Allemands purent semble t-il toucher un adversaire, seuls six d'entre eux furent crédités d'un succès, dont deux Herrauschuss. Ainsi diminué, le groupe reprit l'air le 26, cette fois-ci accompagné du II./JG  1 mené par le Leutnant Otto Bach (le Hauptmann Staiger ayant pris du retard à cause d'une panne) et c'est une nouvelle désillusion : dix morts (dont Bach) et des chiffres de victoires qui divergent, allant de 2 confirmées pour 17 revendications sur des B-24,. Le III./JG 1 rentra à son tour dans la danse le 5 décembre pour une confrontation au sommet avec les Mustang, qui perdront 15 des leurs alors que la Luftwaffe en clama ce jour-là le double. 25 pilotes de la « Oesau » y laisseront la vie ou ne rentreront pas, 16 autres étant blessés, dans ce qui restera le pire taux d'attrition de la JG 1 de toute la guerre.
Dans le cadre de l'offensive des Ardennes, toute l'escadre opéra un mouvement vers l'ouest, afin de couvrir les mouvements de troupes et frapper les chasseurs-bombardiers ennemis sur leur terrain proche de la frontière. Le 18, I. et III./JG 1 effectuèrent leurs premières sorties mais pour de maigres résultats, tandis que bon nombre de FW 190 du II. étaient victimes de problèmes techniques. Une dizaine de Bf 109 décollèrent le 23 sur alerte pour intercepter des B-17 (2 victoires) tandis que le I./JG 1 s'empoigna avec des P-47 deux heures plus tard pour trois victoires et autant de pertes. Le 24 décembre, le III. se retrouva pris à partie par des Spitfire peu après le décollage qui privèrent le Gruppe de trois pilotes, dont le Hauptmann Erich Woitke qui avait repris sa place de Kommandeur, mais périt finalement au lendemain de son ultime succès. À Noël, les bombardiers lourds US attaquèrent des nœuds de communication dans l'ouest du Reich. Le Hauptmann Ehlers et trois de ses Staffelkapitän (Gottfried Just, Karl-Emil Demuth et Richard Förster) descendirent chacun un B-24. Mais le III. Gruppe paya encore un lourd tribut avec trois blessés et quatre morts, dont les as Fritz Bilfinger et Friedrich Zander, ce dernier s'étant accordé un 37e succès avant de tomber. L'hécatombe se poursuivit le lendemain avec huit membres rayés des effectifs du II./JG 1 dans la région de Bastogne, dont les Oberfeldwebel Georg Hutter et Reinhard Flecks (14 et 20 victoires), tandis que le Hauptmann Staiger effectua un atterrissage d'urgence dans la région de Francfort. Le 27 décembre, Hans Ehlers amena 18 appareils à basse altitude pour couvrir des forces terrestres dans la région Dinant-Rochefort, mais poursuivit son attaque malgré les avertissements radio du Leutnant Demuth de la présence  de P-51 dans leurs dos : 16 FW 190 furent descendus pour 6 victoires, causant la blessure de quatre pilotes et la mort de neuf autres, dont les cadres Richard Förster, Gottfried Just et Hans Ehlers, l'as des as de la JG 1.
Jusqu'au 31 décembre, la JG 1 perdit ainsi 39 pilotes et 11 blessés dans les Ardennes. En quelques jours, le pilier de la défense du Reich venait de s'écrouler, et pourtant, l'escadre devait être de nouveau sollicitée pour participer à l'opération Bodenplatte. La disparition d'Erich Woitke laissa vacant le III./JG 1, bientôt repris par le Hauptmann Harald Moldenhauer,. Posé trop loin de son unité, le Hauptmann Staiger ne pourra lui rejoindre son groupe à temps, et c'est l'Oberleutnant Fritz Wegner (chef de la 6./JG 1) qui commandera le II. Gruppe à sa place. Enfin, le I./JG 1 de feu Hans Ehlers sera repris par le Hauptmann Georg Hackbarth, un ancien de la JG 51 aux 15 victoires. C'est donc une escadre reconstituée sur le fil qu'Herbert Ihlefeld doit mener dans cette opération de la dernière chance. En début d'après-midi du 31 décembre, le Kommodore briefa ses trois Kommandeur à Twente, eux-mêmes informant tous les Staffelkapitän une fois revenus sur leur base respective. Les Stab, I. et III./JG 1 doivent cibler le terrain de Maldegem tandis que la 4. Staffel se chargera seule de celui de Ursel situé plus au sud. Au sud-ouest, Saint-Denis Westrem attend les pilotes du II./JG 1 dont une quinzaine ne sont que des pilotes de convoyage - la plupart inexpérimentés - engagés en urgence après les lourdes pertes des jours précédents.

### Escadre du peuple (1945)

#### Opération de la dernière chance
Le lundi 1er janvier 1945, Ihlefeld décolla peu après 8 h, suivi de 22 FW 190 du I./JG 1 et 12 Bf 109 du III./JG 1, l'ensemble guidé par trois Ju 88 de chasse de nuit. Sans crier garde, la formation se retrouva sous les tirs de leur propre Flak en traversant les Pays-Bas et perdirent quatre FW 190, dont celui du Kommodore qui pourra se poser sur le ventre, contrairement à ses trois infortunés compagnons. Derrière, deux Ju 88 qui guidaient le III. ne passeront pas non plus au travers des tir « amis », contrairement aux 36 FW 190 du II./JG 1 qui purent franchir la zone malgré les traçantes. Dans la confusion, le Hauptmann Hackbarth amena par erreur quelques-uns de ses équipiers sur l'objectif du II. Gruppe. Ils se retrouvèrent alors pris à partie par des Spitfire du Squadron 308 polonais qui descendirent Hackbarth pour la perte de deux des leurs, avant que les pilotes allemands ne prennent la fuite pour rentrer à la base. En revanche, la 4./JG 1 se détacha comme prévu pour frapper Ursel, mais perdit un appareil en approche ; le reste de la Staffel incendia un B-17, deux Lancaster et un Mosquito,. Les FW 190 du I. qui rallièrent correctement Maldegem combinèrent leur force avec les Bf 109 du III./JG 1 et détruisirent sans grande opposition (pour cause de canons anti-aériens retirés) une douzaine de Spitfire au sol et en endommagèrent deux autres, malgré la fumée et les cibles dispersées au sol. Un seul avion tomba pour raison inconnue durant l'attaque, contrairement au vol retour où plusieurs appareils des différentes sections seront victimes de la DCA, voire de pannes.
Le II./JG 1 attaqua Saint-Denis Westrem à 9 h où stationnaient un grand nombre de Spitfire, et détruisit 28 chasseurs et quatre quadrimoteurs. Mais deux Squadrons polonais de retour de mission les coupèrent dans leur élan, et une bataille aérienne rangée s'engagea entre les deux belligérants, que les Polonais emportèrent par un score de 12 à 6. Parmi les pertes figure l'Oberfeldwebel Kurt Niedereichholz, 16 victoires et présent au groupe depuis 1941 alors que l'unité s'appelait encore I./JG 3. Le II./JG 1 connaîtra au retour les mêmes difficultés que les autres Gruppen engagés plus au nord. La « Oesau » perdit ce jour-là un total de 29 appareils et 24 pilotes, dont 7 survivront en captivité. Outre le Hauptmann Hackbarth, figurent parmi les tués deux autres chefs d'unité d'expérience affectés à la JG 1 moins d'une semaine plus tôt.

#### Nouveau front
La Luftwaffe se meurt, et la JG 1 avec elle. Les Jagdgeschwader ne manquent pas de volontaires, mais manquent assurément de pilotes confirmés, y compris chez les officiers que l'on réquisitionne dans d'autres unités non dédiées à la chasse. Mais pour l'heure, la situation est encore plus préoccupante à l'Est et la « Oesau » débuta un déménagement progressif sur ce nouveau front dés la seconde semaine de janvier.
Le 14, le seul I./JG 1 commandé par l'Oberleutnant Demuth fit mouvement, mais un épais brouillard amena le groupe à s'éparpiller sur divers terrains. Pire, des pilotes retardataires se retrouvèrent coiffés par des Spitfire au moment du décollage, qui profitèrent d'une trouée pour décimer onze FW 190 sans qu'aucun pilote n'en réchappe. Toute la JG 1 devait à la base appuyer les armées isolées en Courlande, mais les deux trains censés amener le personnel et le matériel indispensable lors de ce premier transfert seront maintes fois détournés à cause des attaques soviétiques. Le convoi finira son long périple en camions que sur le tard, malgré le froid intense et les nombreux réfugiés jalonnant le trajet. Entre-temps, les dix pilotes que comptent encore le I./JG 1 purent effectuer leur premières sorties le 20 janvier, avec pour objectif de nettoyer l'espace aérien d'Insterbourg. Cependant, l'unité devra déménager à quatre reprises ce qui, ajouté aux chutes de neiges abondantes, limitera d'autant plus les rares missions d'escorte ou d'attaque au sol. Avec trois pertes (un par accident) et deux petites victoires, le groupe mit fin le 2 février à son épopée soviétique par un repli sur Danzig, non sans emporter les derniers mécaniciens dans les fuselages des FW 190.
Parallèlement, l'Oberleutnant Fritz Wegner mena le II./JG 1 en l'absence du Major Staiger, muté dans la chasse à réaction. Dès leur arrivée à Insterbourg le 18 janvier, deux pilotes perdirent la vie dans un combat avec des chasseurs Yakovlev. Au retour, le groupe retrouva sa piste bombardée et devra se rabattre sur le terrain de Jürgenfelde occupé par le I./JG 1. D'autres combats se dérouleront les jours suivants sous un brouillard persistant, occasionnant la mort de deux pilotes supplémentaires. Du 21 au 23, une dizaine de FW 190 trop endommagés sont sabordés, et les appareils encore disponibles emporteront également autant de mécanos que possible, destination finale Garz. À la fin du mois, le II./JG 1 reçut également un nouveau Kommandeur, le Hauptmann Paul-Heinrich Dähne, 99 victoires avec les JG 52 et 11. Dés lors, le groupe se chargera le plus souvent d'escorter des convois maritimes évacuant civils et militaires, non sans batailler avec les pannes en tous genres, la chasse US et soviétique, ainsi que les tirs fratricides de la Flak allemande, qui priveront le II. de sept autres pilotes, sans compter les blessés. La perte du Leutnant Hubert Swoboda, descendu par un Yak-3 le 11 mars 1945, se fera particulièrement ressentir .
Le III./JG 1 arriva à Schröttersburg le 17 janvier pour y effectuer ses premières patrouilles. La suite sera une succession d'étapes entrecoupées de quelques missions au gré de la retraite générale. La première, Thorn sera évacuée du 21 au 22 janvier, mais une douzaine de mécaniciens demeureront encerclés sur place. Début février à minuit, un Ju 52 parviendra à les extrader in extremis, alors que les blindés ennemis étaient en approche. Depuis Stolp, le groupe se chargera d'escorter des appareils anti-chars de la SG 2. Les 3 et 4 mars, le III./JG 1 déménagea à Anklam pour protéger la Baltique et les centres d'essai. Ses combats contre l'Armée Rouge causeront la perte de huit pilotes (pour l'essentiel accidentelles) et une douzaine de victoires aériennes, dont cinq de la part de l'Oberfeldwebel Leo-Lothar Barann, ce qui porta son score personnel à 14.

#### Dernier avion
Depuis l'année 1944 déjà, priorité était donnée à la production d'appareils de chasse. L'idée du chasseur du peuple germa dans l'optique d'acquérir un avion performant à la fois facile et rapide à construire, et aisé à prendre en main pour de jeunes pilotes. Le monomoteur à réaction Heinkel He 162 Spatz (moineau) répondait à cette demande et devait initialement former l'ossature d'une nouvelle escadre, la JG 80. Finalement, le Volksjäger (chasseur du peuple) échoua à la JG 1 pour les derniers mois de la guerre.

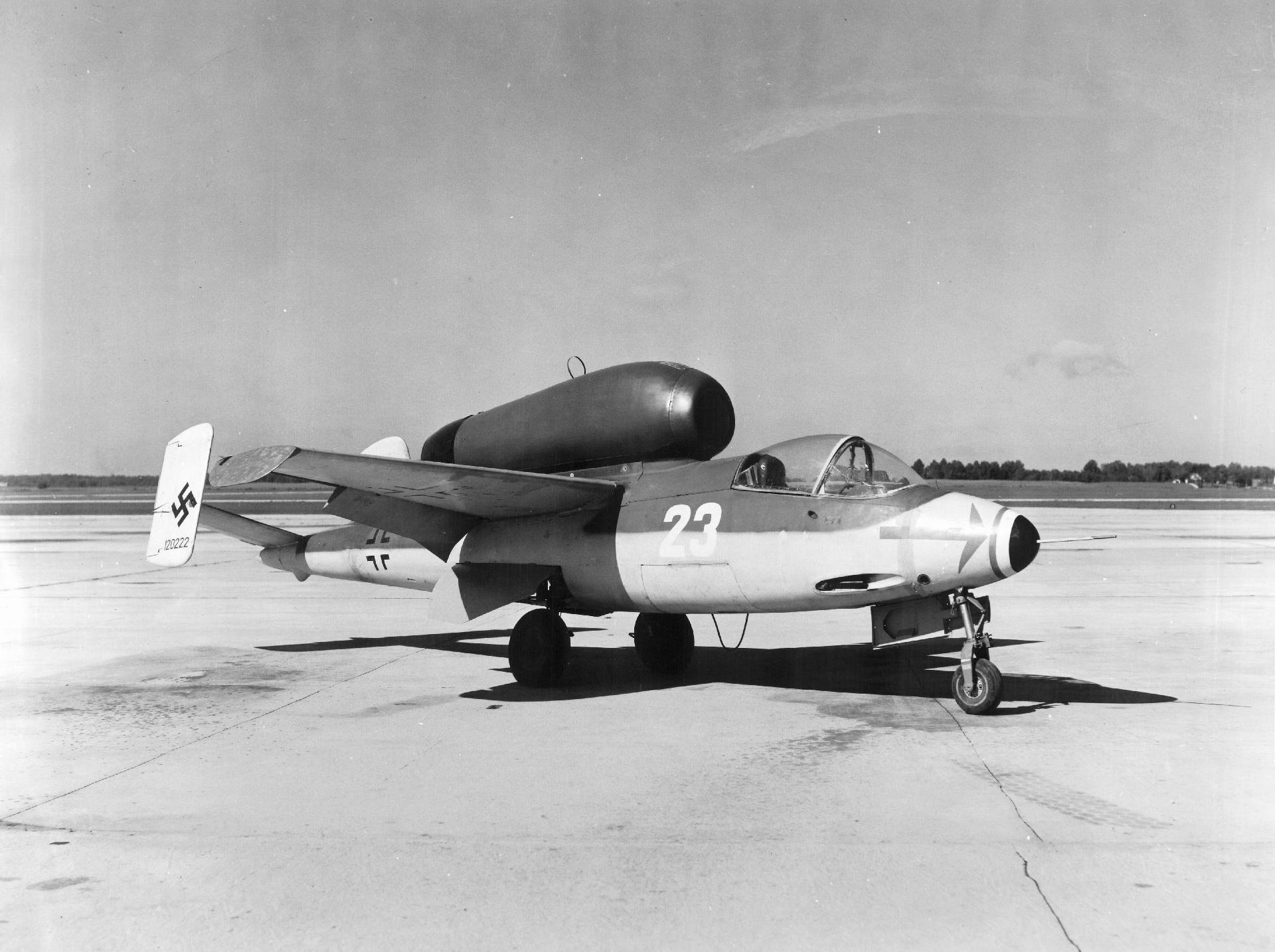
He 162 capturé par les Américains pour évaluation. À l'origine, cet appareil portait des dérives codées 120 230 et appartenait au Stab JG 1 basé à Leck en mai 1945, piloté selon toute vraisemblance par Herbert Ihlefeld. L'appareil se trouve désormais au National Air and Space Museum.

Le 8 février, le I./JG 1 rendit tous ses FW 190 au second Gruppe et débarqua le lendemain à Parchim pour prendre en charge le nouvel avion, auquel les pilotes consacreront deux mois entiers. Le II. du Hauptmann Dähne commença sa transition quasiment deux mois plus tard à Warnemünde, mais ce dernier se tua le 24 avril malgré une tentative d'éjection. Le même jour et alors qu'il débutait également un processus de transformation sur Spatz, le III./JG 1 reçut l'ordre de sa dissolution. Dans les faits, la conversion de la « Oesau » sur He 162 signa pour elle l'arrêt quasi-complet des combats. Début avril, le seul I./JG 1 ne disposait en effet que d'une quinzaine de jets tout au plus, alors que le II. attendait encore à ce moment-là ses premiers appareils. Un bombardement du 8 avril rendit de surcroit la piste de Parchim inutilisable, contraignant le I./JG 1 à déménager à Ludwigslust, base que le Stab rejoindra à son tour. Malgré sa vitesse, le He 162 disposait d'un temps de vol très court et demeurait très sensible du manche, requérant un doigté mesuré pour manœuvrer à basse vitesse. Cinq pilotes se blessèrent et douze autres perdront la vie à son bord, mais deux seulement lors de rencontres fortuites avec la chasse adverse.

#### Ultime envol
Les I. et II. durent dissoudre chacun une Staffel, puis déménagèrent à Leck à quinze jours d'intervalle, au moment même où les Russes prenaient les usines Heinkel,. Les deux Gruppen s'adjoignirent aussi les services du Major Werner Zober et du Hauptmann Fritz Rahe, deux pilotes de bombardier, tandis qu'un dernier Ritterkreuträger, le Major autrichien Bern Gallowitsch, 64 victoires avec la JG 51, prenait place à la tête de la 4./JG 1. La « Oesau » emporta à Leck approximativement 45 Volksjäger. Sur place, l'Oberst Ihlefeld réunit ses hommes, et après leurs avoir informé de la mort d'Hitler, les laissa libre de prendre congé. Tous semble-t-il restèrent à l'escadre sous les conseilles avisés de leur Kommodore jusqu'à l'arrivée des troupes alliées. Le 4 mai, le Leutnant Rudolf Schmitt revendiqua un des deux seuls succès connus avec le Spatz sur un Typhoon anglais.
Le III./JG 1, basé à Markgrafenheide au nord-est de l'Allemagne, reçut l'ordre de transférer les pilotes les plus expérimentés à d'autres unités encore combattantes, tandis que plusieurs membres du personnel au sol devront rejoindre l'infanterie. Le reste du groupe, soit environ 40 pilotes et 70 rampants, devaient rester sur place pour défendre la base. Mais seuls et sans armes ni munitions, le Hauptmann Moldenhauer décida d'emmener ses hommes rejoindre Leck. Après une marche forcée parmi le flot de réfugiés, ils embarquèrent in extremis à bord d'un chasseur de sous-marins à Warnemünde sous les tirs des blindés. Durant plusieurs jours, ils longèrent la côte tout en évitant soigneusement les combats grâce à la témérité des marins, avant de débarquer à Kappeln, leur ultime port, malgré les mines et les filets anti-sous-marin. De là, le groupe se sépara, une partie, dont Moldenhauer, rejoignant Leck.
À l'armistice, la JG 1 démonta les dérives et les démarreurs de ses appareils pour les rendre inutilisables. Quand les Britanniques débarquèrent une semaine plus tard, Herbert Ihlefeld demanda à l'un de ses officiers d'expliquer à des pilotes anglais le fonctionnement du Spatz, l'appareil de ce dernier étant remis en état pour l'occasion. Les semaines qui suivirent illustrèrent une entente cordiale entre les belligérants jadis adversaires. Début juillet, les Allemands connurent cette fois de vraies conditions de captivité, mais rien en comparaison des camarades emprisonnés à l'Est. 
La JG 1 déplora au cours de la guerre 534 pilotes tués et 44 autres disparus, auxquels s'ajoutèrent 290 blessés et 25 prisonniers. En contrepartie, l'unité revendiqua plus de 1 300 victoires, dont la moitié à l'encontre de bombardiers lourds. Du début à la fin, la Jagdgeschwader 1 « Oesau » demeura en première ligne pour protéger le ciel allemand, et représenta une composante essentielle de la défense du Reich.

## Organisation

### Stab
Formé le 30 novembre 1939 à Jever. Également connu un temps sous le nom JG Nord et JG Schumacher du nom de son premier commandant.
Geschwaderkommodore :
| Début            | Fin              | Grade          | Nom                            |
| ---------------- | ---------------- | -------------- | ------------------------------ |
| 12 novembre 1939 | 5 janvier 1942   | Oberstleutnant | Carl-Alfred Schumacher (en)    |
| 6 janvier 1942   | 27 août 1942     | Major          | Erich von Selle                |
| 28 août 1942     | 31 mars 1943     | Oberstleutnant | Dr Erich Mix (en)              |
| 1er avril 1943   | 8 octobre 1943   | Oberstleutnant | Hans Philipp (mort au combat), |
| 10 octobre 1943  | 11 novembre 1943 | Major          | Hermann Graf                   |
| 12 novembre 1943 | 11 mai 1944      | Oberst         | Walter Oesau (mort au combat)  |
| 12 mai 1944      | 19 mai 1944      | Major          | Heinz Bär (par intérim),       |
| 20 mai 1944      | 8 mai 1945       | Oberst         | Herbert Ihlefeld               |

### I.Gruppe

L'insigne du I./JG 1 adopté par le groupe d'Erich Mix en 1941 ; l'écusson est une variante du JG Nord de 1939.

Formé le 1er avril 1939 à Jesau à partir du I./JG 130 :
- Stab I./JG 1 à partir du Stab I./JG 130
- 1./JG 1 à partir de la 1./JG 130
- 2./JG 1 à partir de la 2./JG 130
- 3./JG 1 à partir de la 3./JG 130

Le 5 juillet 1940, le I./JG 1 est renommé III./JG 27 :
- Stab I./JG 1 devient Stab III./JG 27
- 1./JG 1 devient 7./JG 27
- 2./JG 1 devient 8./JG 27
- 3./JG 1 devient 9./JG 27

La seule 1./JG 1 reprend forme le 7 décembre 1940 à Flessingue à partir de la Jagdstaffel Holland tirée de la 10./NJG 1.
La 3./JG 1 est formée l'année suivante le 1er mars 1941 à De Kooy à partir d'éléments du Erg.Gruppe/JG 52.
La 2./JG 1 voit le jour plus tard, le 5 juillet 1941 à Katwijk à partir de la Jasta Münster-Loddenheide d'entraînement aux recrues de la 7./NJG 1.
Le Stab I./JG 1 complète enfin le Gruppe le 26 septembre 1941 à Katwijk, également à partir d'éléments du Führer der Jagdkräfte.
Le 4 novembre 1942, la 3./JG 1 est transférée en Sicile et plus tard en Afrique, puis passa sous nomination 6./JG 51 le 30 novembre 1942. Une nouvelle 3./JG 1 est de nouveau formée à Wangerooge à la même date.
Le 1er avril 1943, le I./JG 1 est renommé II./JG 11 :
- Stab I./JG 1 devient Stab II./JG 11
- 1./JG 1 devient 4./JG 11
- 2./JG 1 devient 5./JG 11
- 3./JG 1 devient 6./JG 11

Le I./JG 1 est reformé le 1er avril 1943 à Deelen à partir du IV./JG 1 :
- Stab I./JG 1 à partir du Stab IV./JG 1
- 1./JG 1 à partir de la 10./JG 1
- 2./JG 1 à partir de la 11./JG 1
- 3./JG 1 à partir de la 12./JG 1

Le 15 août 1944, le Gruppe est augmenté à quatre Staffeln :
- 1./JG 1 inchangée
- 2./JG 1 inchangée
- 3./JG 1 inchangée
- 4./JG 1 à partir de la 9./JG 77

La 4./JG 1 est dissoute le 14 avril 1945. Le 30 avril 1945, I. et II./JG 1 sont réunis à Leck comme I.(Einsatz)/JG 1.
Gruppenkommandeur (Commandant de groupe) :
| Début             | Fin              | Grade        | Nom                                    |
| ----------------- | ---------------- | ------------ | -------------------------------------- |
| 1er avril 1939    | 31 janvier 1940  | Major        | Bernhard Woldenga (en)                 |
| 1er février 1940  | 5 juillet 1940   | Hauptmann    | Joachim Schlichting                    |
| 26 septembre 1941 | 27 août 1942     | Major        | Dr Erich Mix (en),                     |
| 28 août           | 18 septembre     | Oberleutnant | Paul Stolte (par intérim)              |
| 19 septembre 1942 | 31 mars 1943     | Hauptmann    | Günther Beise,                         |
| 1er avril 1943    | 20 mai 1943      | Major        | Fritz Losigkeit (en)                   |
| 21 mai 1943       | 16 avril 1944    | Hauptmann    | Rudolf-Emil Schnoor (blessé),          |
| 17 avril 1944     | 27 décembre 1944 | Hauptmann    | Hans Ehlers (mort au combat)           |
| 28 décembre 1944  | 1er janvier 1945 | Hauptmann    | Hans-Georg Hackbarth (mort au combat), |
| 3 janvier 1945    | 14 janvier 1945  | Major        | Günther Capito                         |
| 15 janvier 1945   | 12 avril 1945    | Oberleutnant | Karl-Emil Demuth (intérim),            |
| 1er mai 1945      | 5 mai 1945       | Major        | Werner Zober                           |

### II. Gruppe

Le Tatzelwurm ou Vers à piquants initialement porté par le I./JG 3 et adopté au II./JG 1; ici de couleur vert pour le Stab ; le blanc, le rouge et le jaune distinguaient respectivement les 4., 5. et 6. Staffel.

Formé le 15 janvier 1942 à Katwijk (sauf pour la 5./JG 1 à Flessingue) à partir du I./JG 3 :
- Stab II./JG 1 à partir du Stab I./JG 3
- 4./JG 1 à partir de la 1./JG 3
- 5./JG 1 à partir de la 2./JG 3
- 6./JG 1 à partir de la 3./JG 3

Le Gruppe partage ses avions avec le II./JG 300 entre juillet 1943 et décembre 1943. Le 15 août 1944, il passa à quatre Staffeln :
- 5./JG 1 inchangée
- 6./JG 1 inchangée
- 7./JG 1 à partir de l'ancienne 4./JG 1
- 8./JG 1 à partir de la 7./JG 51.

La 8./JG 1 est dissoute le 8 avril 1945 et ses avions et pilotes sont assignés à une Schlachtgeschwader (escadre d'attaque au sol), tandis que la 7./JG 1 est de nouveau renommée 4./JG 1 le 1er mai 1945. Le Gruppe se compose alors comme-ci :
- 4./JG 1 à partir de l'ancienne 7./JG 1
- 5./JG 1 inchangée
- 6./JG 1 inchangée

Le 30 avril 1945, le I. et II./JG 1 sont réunis à Leck comme I.(Einsatz)/JG 1.
Gruppenkommandeur :
| Début            | Fin              | Grade        | Nom                                       |
| ---------------- | ---------------- | ------------ | ----------------------------------------- |
| 15 janvier 1942  | mars 1942        | Hauptmann    | Hans von Hahn                             |
| mars 1942        | 19 juin 1942     | Oberleutnant | Robert Olejnik (en) (par intérim)         |
| 20 juin 1942     | 14 octobre 1942  | Oberleutnant | Detlev Rohwer (par intérim)               |
| 15 octobre 1942  | 16 avril 1943    | Major        | Herbert Kijewski (mort au combat)         |
| 17 avril 1943    | 16 mai 1943      | Hauptmann    | Dietrich Wickop (mort au combat)          |
| 17 mai 1943      | 27 juin 1943     | Hauptmann    | Robert Olejnik (par intérim)              |
| 28 juin 1943     | 4 février 1944   | Hauptmann    | Walter Hoeckner                           |
| 5 février 1944   | 8 mars 1944      | Hauptmann    | Hermann Segatz (mort au combat)           |
| 15 mars 1944     | 12 mai 1944      | Major        | Heinz Bär                                 |
| 13 mai 1944      | juin 1944        | Oberleutnant | Georg-Peter Eder (par intérim)            |
| juin 1944        | juillet 1944     | Oberleutnant | Rüdiger von Kirchmayr (par intérim)       |
| 1er août 1944    | 26 décembre 1945 | Hauptmann    | Hermann Staiger (en),                     |
| 27 décembre 1944 | 1er mars 1945    | Oberleutnant | Fritz Wegner (par intérim)                |
| mars 1945        | 24 avril 1945    | Hauptmann    | Paul-Heinrich Dähne (en) (mort au combat) |
| 1er mai 1945     | 5 mai 1945       | Hauptmann    | Fritz Rahe                                |

### III.Gruppe
Formé en 6 janvier 1942 à Husum avec :
- Stab III./JG 1 à partir du Stab du Ergänzungsgruppe/JG 52
- 7./JG 1 à partir du Einsatz-Schwärme/JFS Gleiwitz, Breslau et Königsberg
- 8./JG 1 à partir de la Einsatzstaffel/JG 27
- 9./JG 1 à partir de la Einsatzstaffel/JG 52

Le 1er avril 1943, le III./JG 1 est renommé I./JG 11 :
- Stab III./JG 1 devient Stab I./JG 11
- 7./JG 1 devient 1./JG 11
- 8./JG 1 devient 2./JG 11
- 9./JG 1 devient 3./JG 11

Reformé le 1er avril 1943 à Leeuwarden :
- Stab III./JG 1 nouvellement créé
- 7./JG 1 nouvellement créée
- 8./JG 1 nouvellement créée
- 9./JG 1 nouvellement créée

Le 15 août 1944, le Gruppe se réorganise de la façon suivante :
- 9./JG 1 inchangée
- 10./JG 1 à partir de l'ancienne 7./JG 1
- 11./JG 1 à partir de l'ancienne 8./JG 1
- 12./JG 1 le 11 septembre 1944 à partir de la 1./KG 2

La 12./JG 1 sera néanmoins dissoute en avril 1945, tout comme l'entièreté du III./JG 1 le 24 avril.
Gruppenkommandeur :
| Début            | Fin              | Grade        | Nom                                       |
| ---------------- | ---------------- | ------------ | ----------------------------------------- |
| 6 février 1942   | 15 octobre 1942  | Hauptmann    | Herbert Kijewski                          |
| 16 octobre 1942  | 8 novembre 1942  | Hauptmann    | Rudolf-Emil Schnoor (par intérim)         |
| 8 novembre 1942  | 31 mars 1943     | Major        | Walter Spies                              |
| 1er avril 1943   | 25 juillet 1943  | Major        | Karl-Heinz Leesmann (en) (mort au combat) |
| 26 juillet 1943  | 8 octobre 1943   | Hauptmann    | Robert Olejnik (en)                       |
| 9 octobre 1943   | 27 avril 1944    | Hauptmann    | Friedrich Eberle,                         |
| 27 avril 1944    | 31 mai 1944      | Major        | Hartmann Grasser                          |
| 3 juin 1944      | 7 juin 1944      | Hauptmann    | Karl-Heinz Weber (mort au combat)         |
| 7 juin 1944      | juin 1944        | Hauptmann    | Alfred Grislawski (par intérim)           |
| Juin 1944        | août 1944        | Hauptmann    | Erich Woitke                              |
| juillet 1944     | août 1944        | Oberleutnant | Erich Buchholz (par intérim)              |
| 13 août 1944     | 9 octobre 1944   | Hauptmann    | Heinz Knoke (blessé au sol)               |
| 10 octobre 1944  | 24 décembre 1944 | Hauptmann    | Erich Woitke (mort au combat)             |
| 25 décembre 1944 | 5 mai 1945       | Hauptmann    | Harald Moldenhauer,                       |

### IV.Gruppe
Formé en 6 janvier 1942 à Vannes  :

Le Démon rose, emblème du IV./JG 1, sera introduit par le Hauptmann Wilhelm Moritz lorsqu'il commandait la 11./JG 1. Lorsque le IV. devint I./JG 1, ce dernier reprit l'écusson pour lui.

- Stab IV./JG 1 à partir du Stab du Ergänzungsgruppe/JG 53
- 10./JG 1 à partir de la Einsatzstaffel/JG 77
- 11./JG 1 à partir de la Einsatzstaffel/JG 26
- 12./JG 1 à partir de la Einsatzstaffel/JG 51

Le 21 mars 1942, le IV./JG 1 est renommé III./JG 5 :
- Stab IV./JG 1 devient Stab III./JG 5
- 10./JG 1 devient 1./JG 5
- 11./JG 1 devient 8./JG 5

Le 12./JG 1 devait devenir le 9./JG 5, mais continua un temps à opérer avec la JG 1 ; elle devint finalement 10./JG 5 le 26 juin 1942.
Reformé le 4 avril 1942 à Werneuchen avec :
- Stab IV./JG 1 à partir d'éléments de l'ancien IV./JG 1
- 10./JG 1 à partir de la Einsatzstaffel/Jagdfliegerschule 1
- 11./JG 1 à partir de la Einsatzstaffel/Jagdfliegerschule 4
- 12./JG 1 à partir d'éléments de l'ancien IV./JG 1

Le 1er avril 1943, le IV./JG 1 est renommé définitivement I./JG 1 :
- Stab IV./JG 1 devient Stab I./JG 1
- 10./JG 1 devient 1./JG 1
- 11./JG 1 devient 2./JG 1
- 12./JG 1 devient 3./JG 1

Gruppenkommandeur :
| Début          | Fin            | Grade     | Nom                  |
| -------------- | -------------- | --------- | -------------------- |
| 6 janvier 1942 | 21 mars 1942   | Hauptmann | Günther Scholz       |
| 4 avril 1942   | 1er avril 1943 | Hauptmann | Fritz Losigkeit (en) |

### 11.Staffel
Formée en novembre 1943 à Rheine comme une Höhenstaffel équipés d'avions Messerschmitt Bf 109G-5, mais vite dissoute le 4 janvier 1944 suivant.
Staffelkapitän :
| Début         | Fin            | Grade    | Nom        |
| ------------- | -------------- | -------- | ---------- |
| novembre 1943 | décembre 1943  | Leutnant | Kurt Ibing |
| décembre 1943 | 4 janvier 1944 | Major    | Heinz Bär  |

### 20.Staffel
Formée le 1er mars 1944 à Wittmund.
Le 26 avril 1944, elle est renommée 1./JG 400.
Staffelkapitän :
| Début         | Fin           | Grade     | Nom                 |
| ------------- | ------------- | --------- | ------------------- |
| 1er mars 1944 | 26 avril 1944 | Hauptmann | Robert Olejnik (en) |

## Récipiendaire de la Croix de Chevalier
Seuls Wilhelm Balthasar, Hans Ehlers, Anton-Rudolf Piffer (à titre posthume) et Rüdiger von Kirchmayr remporteront la Croix de Chevalier en combattant majoritairement ou exclusivement à la JG 1. Mais bien d'autres Ritterkreuträger opéreront au sein de la « Oesau », et une trentaine de pilotes y décrocheront au moins 10 succès.
| As                     | Unités        | victoires à la JG 1 | palmarès total |
| ---------------------- | ------------- | ------------------- | -------------- |
| Hans Ehlers            | II. & I.      | 41                  | 55             |
| Anton-Rudolf Piffer    | I.            | 35                  | 35             |
| Wilhelm Balthasar      | I.            | 23                  | 40             |
| Heinz Bär              | II.           | 23                  | 221            |
| Rudolf Engleder        | I.            | 21                  | 25             |
| Reinhard Flecks        | II.           | 21                  | 21             |
| Rudolf Hübl            | I.            | 20                  | 20             |
| Emil-Rudolf Schnoor    | I.            | 18                  | 23             |
| Harry Koch             | II.           | 18                  | 30             |
| Walter Köhne           | I.            | 18                  | 30             |
| Georg-Peter Eder       | II.           | 17                  | 78             |
| Karl-Emil Demuth       | I.            | 17                  | 17             |
| Rüdiger von Kirchmayr  | II.           | 16                  | 35             |
| Alfred Grislawski      | I. & III.     | 16                  | 133            |
| Josef Kehrle           | II. & III.    | 14                  | 14             |
| Walter Oesau           | Stab          | 14                  | 118            |
| Ernst Florian          | I.            | 13                  | 13             |
| Detlev Lüth            | II.           | 12                  | 38             |
| Walter Dobrath         | I.            | 12                  | 12             |
| Lutz-Wilhelm Burkhardt | III.          | 12                  | 69             |
| Dietrich Wickop        | II.           | 12                  | 13             |
| Rudolf Haninger        | II.           | 12                  | 12             |
| Otto Bach              | IV. & II.     | 12                  | 17             |
| Martin Lacha           | I.            | 11                  | 11             |
| Heinz Fuchs            | II.           | 11                  | 11             |
| Leo Schumacher         | II.           | 11                  | 23             |
| Herbert Ihlefeld       | Stab          | 11                  | 123            |
| Heinz Knoke            | I. & III.     | 11                  | 33             |
| Georg Hutter           | II.           | 10                  | 14             |
| Hubert Swoboda         | I., 11. & II. | 10                  | 10             |
| Leo-Lothar Barann      | III.          | 10                  | 14             |